# Formule 1

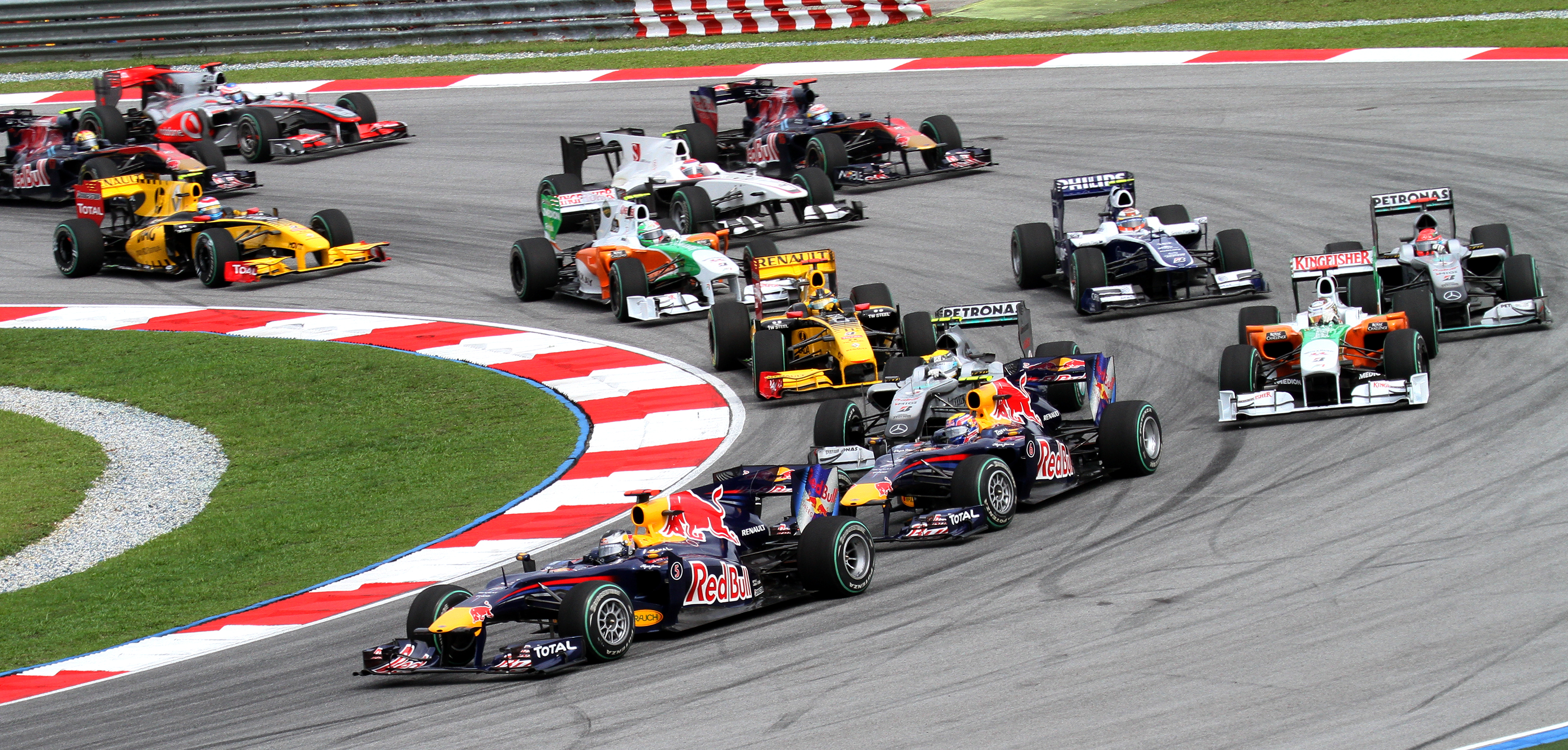
Grand Prix van Maleisië, 2010

Formule 1, officieel de FIA Formula One World Championship, is de hoogste klasse in het formuleracen. Deze tak van autosport betreft het racen in speciaal voor dit doel ontwikkelde auto's met open wielkasten. Formule 1 wordt meer algemeen tevens gezien als de hoogste klasse in de autosport.
Binnen elk kalenderjaar is er een reeks 'Grand Prix'-wedstrijden (kortweg 'Grand Prix', meervoud 'Grands Prix' of in het Nederlands 'Grote Prijs') die meetellen voor het wereldkampioenschap Formule 1 van dat jaar. Dit wordt ook een seizoen genoemd.
Het eerste wereldkampioenschap werd verreden in 1950. In de loop der jaren ontwikkelde de sport zich op technologisch vlak en werden diverse vernieuwingen in het racen geïntroduceerd, waaronder vleugels, de zogenaamde wing car en de turbomotor. Sommige van deze ontwikkelingen brachten de veiligheid in het gedrang waardoor zij verboden werden, terwijl andere ontwikkelingen verplicht werden gesteld ter bevordering van de veiligheid, zoals de monocoque, het Head and Neck Support system en de halo, een beschermbeugel over de cockpit.
Lewis Hamilton en Michael Schumacher worden tot de succesvolste Formule 1-coureurs gerekend. Zij hebben beiden zeven wereldkampioenschappen gewonnen. Gedurende de geschiedenis hebben zeven vrouwen als coureur deelgenomen aan de Formule 1, waarvan twee ook daadwerkelijk in een grand prix reden.

## Beschrijving
Formule 1 is de hoogste klasse in de autosport in het algemeen en in het formuleracen in het bijzonder onder organisatie van de Fédération Internationale de l'Automobile. De sport staat aan de technologische top van alle autosport. Formule 1-auto's bereiken, variërend per circuit, snelheden tot ruim boven de 300 km/h waarbij de turbomotor tot 15.000 toeren per minuut (tpm) begrensd is. In de auto's kan de zijwaartse versnelling in bochten oplopen tot meer dan 5 g. De prestaties van de auto's zijn in sterke mate afhankelijk van elektronica (hoewel tractiecontrole en andere coureursondersteuning verboden zijn), aerodynamica, ophanging en banden.
Het Formule 1-seizoen bestaat uit een serie races, een individuele race wordt "Grand Prix" ("Grote Prijs") genoemd. De race wordt verreden op gespecialiseerde circuits en in mindere mate ook op afgesloten stratencircuits. De totaal behaalde punten in een seizoen bepalen de wereldkampioenenschappen, een voor de coureurs en een voor de constructeurs. Zowel coureurs als constructeurs moeten in het bezit zijn van een superlicentie, de hoogste racelicentie uitgegeven door de FIA. Coureurs moeten aan een aantal voorwaarden voldoen om een superlicentie te krijgen. Zo moeten de coureurs onder andere minimaal 18 jaar oud zijn en ten minste 40 licentiepunten hebben verdiend in andere raceklasses.
Europa is het traditionele centrum van de Formule 1, waar vrijwel alle teams hun oorsprong vinden en fabrieken hebben en waar ongeveer de helft van alle races wordt gehouden. Het bereik van de Formule 1 is de afgelopen jaren sterk uitgebreid en grands prix worden over de hele wereld gehouden. Enkele races in Europa en Amerika zijn komen te vervallen ten gunste van Azië en het Midden-Oosten. In 2009 werden negen van de achttien races buiten Europa gehouden. In 2025 is dit verhoogd naar 15 van de 24 Grote Prijzen.
Formule 1 is een zeer groot televisie-evenement waarnaar door miljoenen mensen wordt gekeken. De Formula One Group is de houder van de commerciële rechten. Als de duurste sport ter wereld kunnen de economische effecten significant zijn en worden interne politieke en financiële debatten vaak op de voet gevolgd door de media. Er kijken wereldwijd miljoenen mensen live naar de races, wat de constructeurs vervolgens hoge commerciële sponsorcontracten oplevert.
In september 2016 nam Liberty Media een meerderheid van 18,7 procent van de aandelen in de Formula One Group in bezit; voor 7 miljard euro nam het eigendom over van private-equity-investeerder CVC Capital Partners dat sinds 2005 de meerderheid van de aandelen bezat. Ook Bernie Ecclestone, voormalig eigenaar van de Formule 1, verkocht zijn belang van 5,3 procent aan Liberty Media. Tevens verkocht familiehoudstermaatschappij Bambino Trust haar belang van 8,5 procent aan Liberty Media.

## Geschiedenis
De Formule 1 heeft zijn wortels liggen in het “Grand Prix Racing” van de jaren twintig en dertig van de twintigste eeuw. De "formule" in de naam verwijst naar een pakket regels waaraan alle deelnemers en auto's moeten voldoen. Er werd tot de oprichting van de nieuwe Formule 1-klasse besloten in 1946, na het einde van de Tweede Wereldoorlog. Er werden dat jaar al enkele races gehouden maar de World Drivers' Championship werd pas in 1947 officieel. De eerste kampioenschapsrace werd gehouden op Silverstone in Groot-Brittannië in 1950. Het kampioenschap voor constructeurs volgde in 1958. In de jaren zestig en zeventig bestonden er in Groot-Brittannië en Zuid-Afrika nationale kampioenschappen. Tot in de jaren tachtig van de twintigste eeuw werden er races buiten de kampioenschapskalender om georganiseerd. Door de stijgende kosten was dit echter commercieel niet meer haalbaar en dit fenomeen verdween in 1983.

### 1950–1958: Begin van het kampioenschap

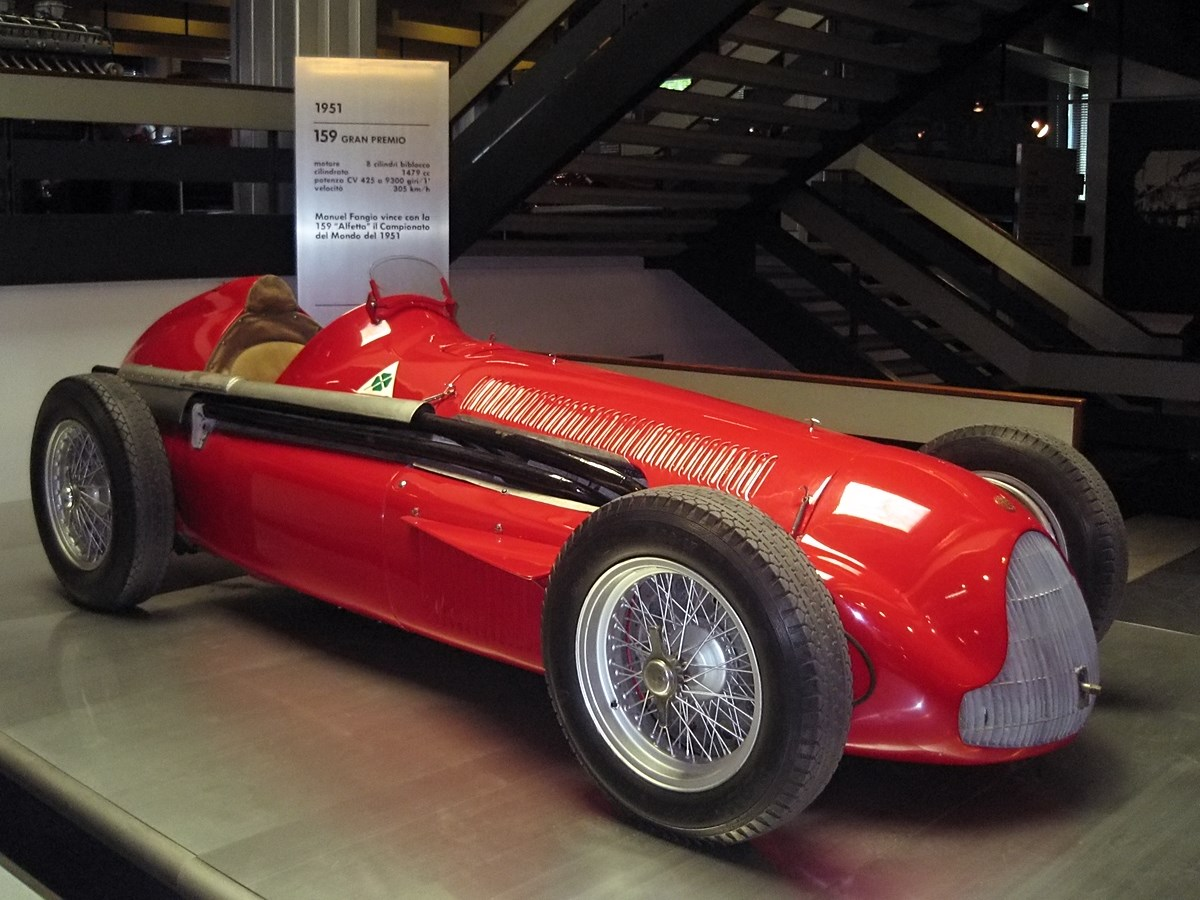
Alfa Romeo 159 waarmee Juan Manuel Fangio in 1951 wereldkampioen werd

Het eerste wereldkampioenschap Formule 1 werd in 1950 gewonnen door de Italiaan Giuseppe Farina in zijn Alfa Romeo Alfetta 159. Opmerkelijk is dat Alfa Romeo tijdens dit eerste kampioenschap alle overwinningen op haar naam schreef. Hij won met miniem verschil van zijn Argentijnse teamgenoot Juan Manuel Fangio. Fangio wist de wereldtitel later te veroveren in 1951, 1954, 1955, 1956 en 1957 en werd in zijn zegereeks enkel onderbroken door een blessure. Het record van vijf wereldtitels van Fangio stond 45 jaar totdat de Duitse coureur Michael Schumacher zijn zesde titel won in 2003. Hoewel de Brit Stirling Moss vaak meedeed om de titel heeft hij deze nooit op zijn naam kunnen schrijven en wordt hij gezien als de beste coureur die nooit kampioen is geworden.
Deze periode werd gedomineerd door teams die gerund werden door autofabrikanten: Alfa Romeo, Scuderia Ferrari, Mercedes-Benz en Maserati, die alle voor de Tweede Wereldoorlog al actief waren in de racerij. De eerste seizoenen werd er vooral gereden met wagens van voor de oorlog, zoals de Alfa Romeo Alfetta 159. De auto's hadden de motor voorin en beschikten over een 1,5 litermotor met compressor of een 4,5 litermotor zonder compressor. Er werd besloten om in 1952 en 1953 te rijden met auto's volgens de specificaties van de Formule 2-auto omdat de angst bestond dat er niet genoeg formule 1-auto's beschikbaar zouden zijn. Toen in 1954 werd besloten opnieuw formule 1-auto's te gaan gebruiken, ditmaal met 2,5 litermotoren, introduceerde Mercedes-Benz de geavanceerde W196 die beschikte over innovaties als een gestroomlijnd koetswerk en brandstofinjectie. Mercedes won vervolgens twee jaar achter elkaar het kampioenschap voor coureurs voordat het zich terugtrok uit de racewereld na de ramp van Le Mans in 1955.

### 1959–1980: Technische vooruitgang

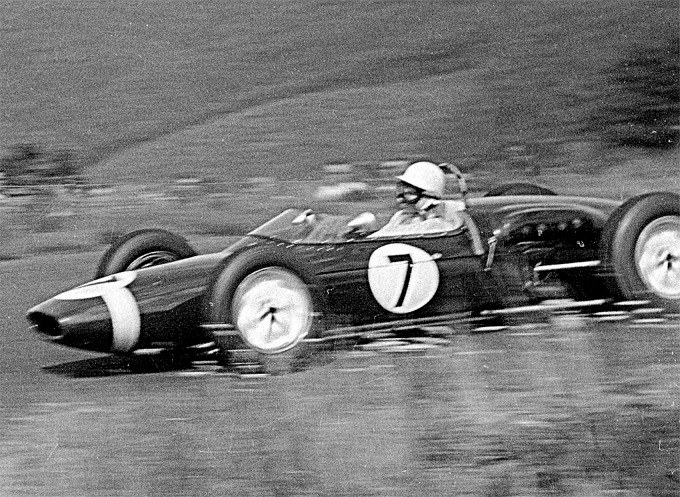
Stirling Moss op de Nürburgring in 1961

De eerste grote technologische stap vooruit was de verplaatsing van de motor naar het midden van de auto door Cooper, na dit concept succesvol te hebben toegepast in de Formule 3. Australiër Jack Brabham bewees de superioriteit van deze techniek door in 1959, 1960 en 1966 wereldkampioen te worden. In 1961 lag de motor bij alle auto's in het midden.
De eerste Britse wereldkampioen was Mike Hawthorn. Hij reed in een Ferrari en greep het kampioenschap in 1958. Toen Colin Chapman binnenkwam in de Formule 1 als ontwerper en later als oprichter van Team Lotus begon de dominantie van British Racing Green. Met Jim Clark, Jackie Stewart, John Surtees, Jack Brabham, Graham Hill en Denny Hulme wonnen Britse teams en coureurs twaalf wereldtitels tussen 1962 en 1973.
In 1962 introduceerde Lotus de aluminium monocoque als vervanger van het tot dan toe gebruikelijke spaceframe. Dit bleek de grootste doorbraak te zijn sinds het verplaatsen van de motor. In 1968 schilderde Lotus zijn wagens in de kleuren van "Imperial Tobacco" en introduceerde zo sponsoring in de sport.
Aan het einde van de jaren zestig begon aerodynamica steeds belangrijker te worden in het ontwerp van de auto's. In 1968 werden voor het eerst aerodynamische vleugels, die een neerwaartse druk uitoefenen, de zogenaamde spoilers, voor en achter op de wagens gemonteerd.
In 1977 zagen twee nieuwe concepten het daglicht die de Formule 1 grondig door elkaar zouden schudden. Lotus kwam op de proppen met de eerste wing car waarbij de bodemplaat en de zijpontons geprofileerd werden als een omgekeerde vliegtuigvleugel, zodat onderaan de wagen een onderdruk ontstond. Het gevolg was een wagen die zo hard tegen het wegdek gedrukt werd dat men veel hogere bochtsnelheden kon bereiken. De kracht van de downforce was dermate hoog, dat de veren nodig om een gelijke grondhoogte aan te houden (noodzakelijk om het grondeffect te verkrijgen) zo hard waren, dat het opvangen van schokken geheel voor rekening van de banden kwam.
Tijdens het seizoen 1978 was Lotus dankzij zijn innovatie ongenaakbaar en vanaf 1979 volgden alle andere teams hun voorbeeld.
Renault, dat al een tijdje in het endurance racen actief was, besloot de stap naar de Formule 1 te zetten en koos voor een door een turbo aangedreven 1500 cc-motor in plaats van de klassieke 3 liter-atmosferische krachtbron. Deze zogenaamde turbomotor kende een moeilijke beginperiode maar vanaf 1979 werd hij betrouwbaar in het gebruik en werden er races mee gewonnen. Een voor een kozen de andere teams uiteindelijk ook voor de turbo en deze zou tot het einde van de jaren tachtig de dienst uitmaken.
Door de introductie van de wingcar en de turbo werden de wagens zo krachtig en snel dat de veiligheid in het gedrang kwam. Bovendien joegen deze technische ontwikkelingen de kosten omhoog. Beide werden daarom uiteindelijk door reglementswijzigingen aan banden gelegd.

### 1980–2000: Big business

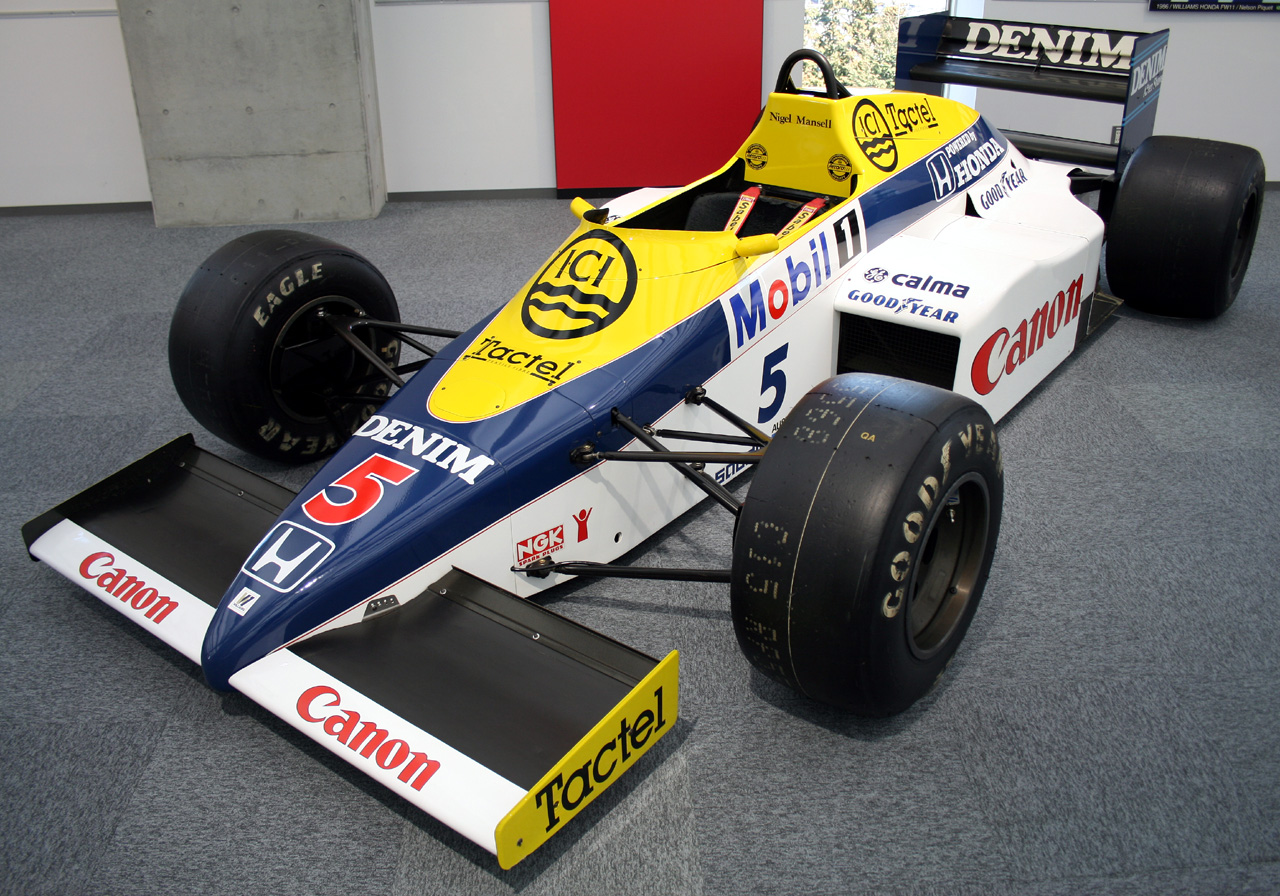
Williams FW10 gebruikt in 1985

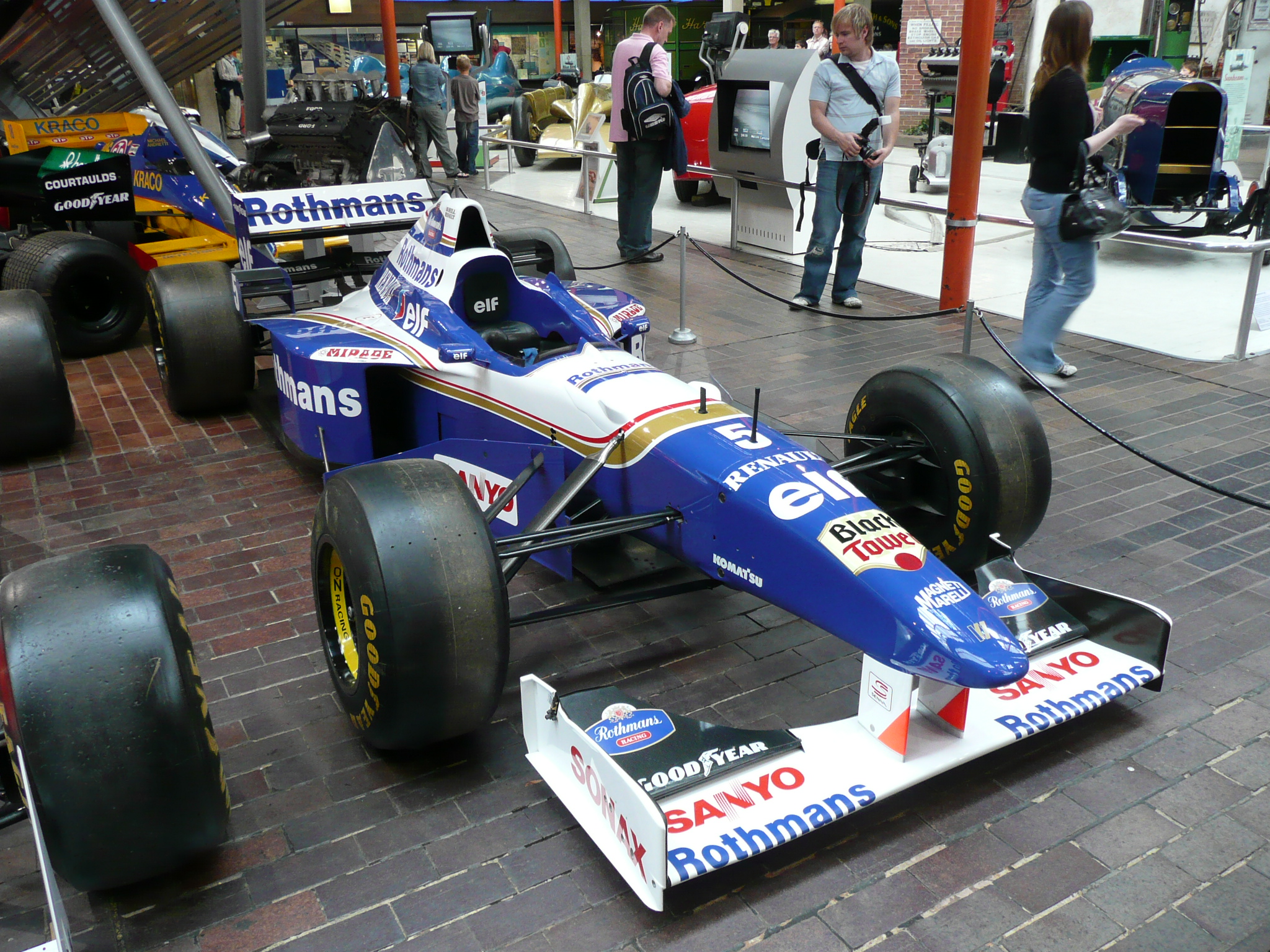
Damon Hills Williams FW18 uit 1996

Bernie Ecclestone begon in de jaren zeventig met het herschikken van de commerciële rechten van de Formule 1. Hij wordt dan ook regelmatig gezien als degene die de Formule 1 heeft gemaakt tot de miljardenindustrie die het nu is. Nadat Ecclestone eind 1971 het Brabham-team overnam kreeg hij zitting in de Formule One Constructors' Association (FOCA) en werd hij in 1978 hiervan de president. Waar circuits eerst teams apart benaderden en betaalden overtuigde Ecclestone de teams ervan om zich samen aan te bieden. Een circuit kon alles of niets krijgen waarbij het circuit de reclame naast de baan over moest laten aan Ecclestone en zijn team.
De formatie van de Fédération Internationale du Sport Automobile (FISA) in 1979 leidde tot de FISA-FOCA-oorlog. In deze periode botste de president van de FISA Jean-Marie Balestre vaak met de FOCA over de opbrengsten van de televisierechten en de technische regulering. Het resultaat was het Concorde Agreement van 1981 waarin beide organisaties de macht verdeelden. De FISA behield de controle over de sportieve en technische aspecten van de discipline en de FOCA verwierf de televisierechten. Door het akkoord werd het opzetten van een alternatief kampioenschap vermeden en werd de teams weer technische stabiliteit gegarandeerd omdat reglementswijzigingen voldoende lang van tevoren bekendgemaakt werden.
De FISA verbood de aerodynamica die de auto aan de weg "zoog" in 1983. Toen was de motor echter al uitgerust met turboladers en was dat al de techniek die nodig was om competitief te zijn. In 1986 liet een BMW-motor met een turbo een druk zien van 5,5 bar. Dit impliceert een geschat vermogen van meer dan 1300 pk. Het daaropvolgende jaar werd een maximale turbodruk van 4,0 bar ingesteld waardoor het vermogen rond de 1100 pk kwam te liggen. Deze auto's zijn de krachtigste open-wiel-wagens die ooit op de circuits hebben rondgereden. De FIA perkte de motoren later nog verder in door in 1984 de brandstoftank te verkleinen, in 1988 de druk verder te verlagen en in 1989 turboladers compleet te verbieden.
De ontwikkeling van elektronische hulpmiddelen voor de coureur begon in de jaren tachtig. Lotus ging een actieve ophanging ontwikkelen die voor het eerst werd gebruikt in 1982 op de Lotus 91-formule 1-auto. In 1987 was dit systeem geperfectioneerd en won Ayrton Senna hiermee de Grand Prix van Monaco. In het volgende decennium werden de elektronische hulpmiddelen een vanzelfsprekendheid voor de Formule 1. Met semiautomatische versnellingsbakken en tractiecontrole in de auto's kreeg de FIA veel kritiek op het feit dat de overwinning meer afhing van de elektronica dan de vaardigheid van de coureur. Dit leidde tot het verbieden van het merendeel van deze hulpmiddelen in 1994.
In 1992 werd het Concorde Agreement vernieuwd. Het werd voor een derde keer opgesteld in 1997 en verliep op de laatste dag van 2007.
Op het circuit domineerden McLaren en Williams in de jaren tachtig en negentig de Formule 1. Aangedreven door Porsche, Honda en Mercedes-Benz won McLaren zeven en Williams dankzij motoren van Ford, Honda en Renault negen constructeurstitels, in dezelfde periode verzamelden hun coureurs samen zestien titels. De rivaliteit tussen toenmalige ploegmaats en legendes Ayrton Senna en Alain Prost kwam in 1989 tijdens de Grand Prix van Japan tot een hoogtepunt en liep door tot 1993 toen Prost bekendmaakte te stoppen met racen. Senna verongelukte op 1 mei 1994 tijdens de Grand Prix van San Marino en was daarmee tot 2014 het laatste dodelijke slachtoffer in de Formule 1 (afgezien van twee marshals die in 2000 en 2001 omkwamen). De dag voor het ongeluk van Senna was eveneens een dode te betreuren, de Oostenrijker Roland Ratzenberger. Sindsdien zijn er vele regelwijzigingen doorgevoerd die de veiligheid voor de coureur verbeterden. De grootste verandering was de invoering van de gegroefde banden ten gunste van de gladde banden of slicks. Dit zou de snelheid in de bochten moeten verminderen en de kans op ongelukken zodoende moeten verkleinen. Toch was er in 2014 weer een zwaar ongeval waardoor Jules Bianchi - in 2015 - aan de gevolgen van deze crash overleed. De Spaanse María de Villota overleed in 2013 aan de neurologische gevolgen van een crash tijdens een Formule 1 testrit in 2012.
Van 1984 tot 2008 hebben alleen coureurs van de "grote vier" (Williams, McLaren, Renault (voorheen Benetton) en Ferrari) een wereldkampioenschap veroverd. Vanwege de technologische vooruitgang in de jaren negentig stegen de kosten van de Formule 1 snel. De hoge kosten en de kracht van de grote teams heeft ervoor gezorgd dat de kleinere teams zowel sportief als financieel moeite hebben om overeind te blijven. Volgens voormalig teambaas van Jordan, Eddie Jordan zijn de dagen van competitieve privéteams definitief voorbij.

### 2000–2007: Terugkeer van fabrikanten

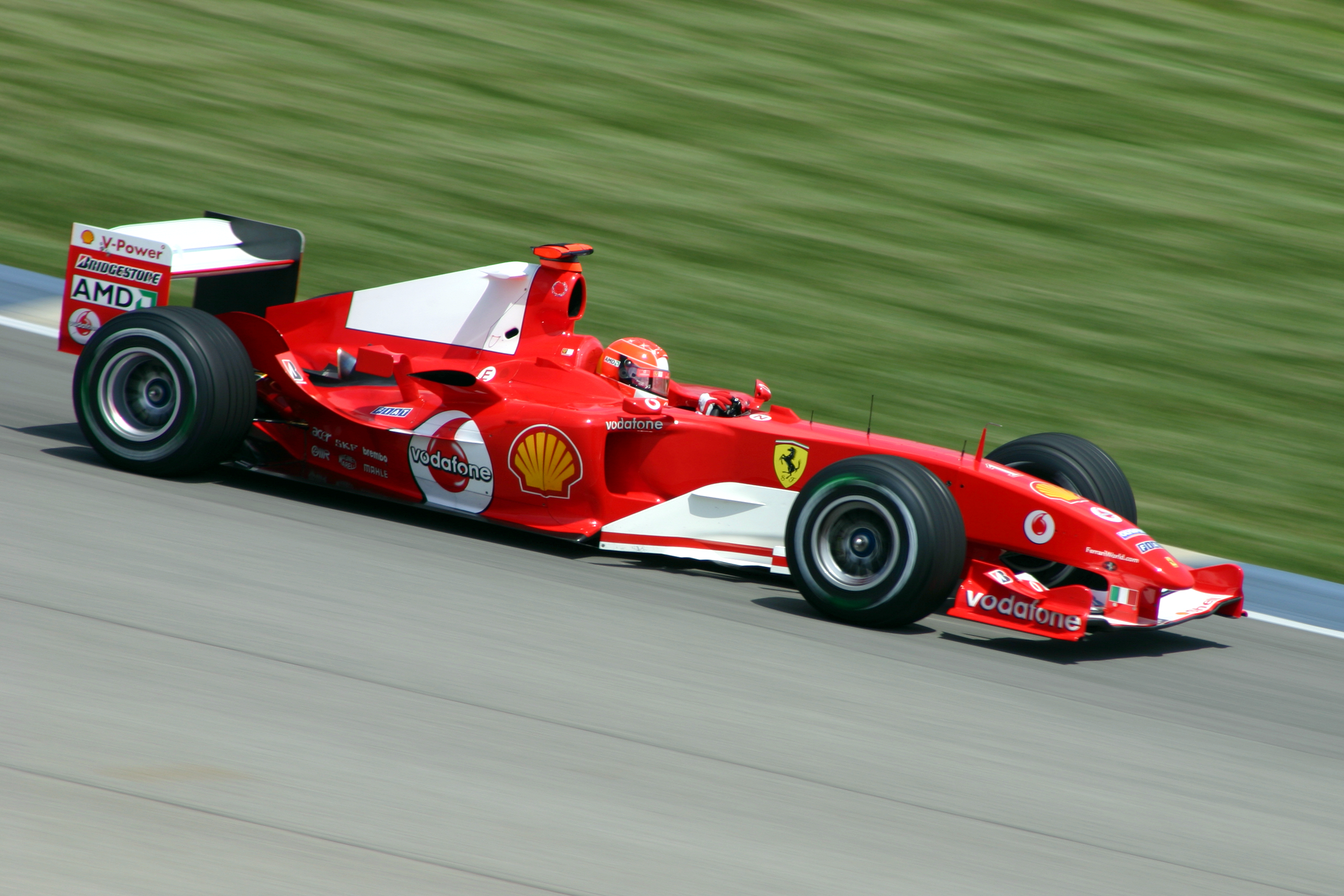
Michael Schumacher won vijf wereldtitels met Ferrari.

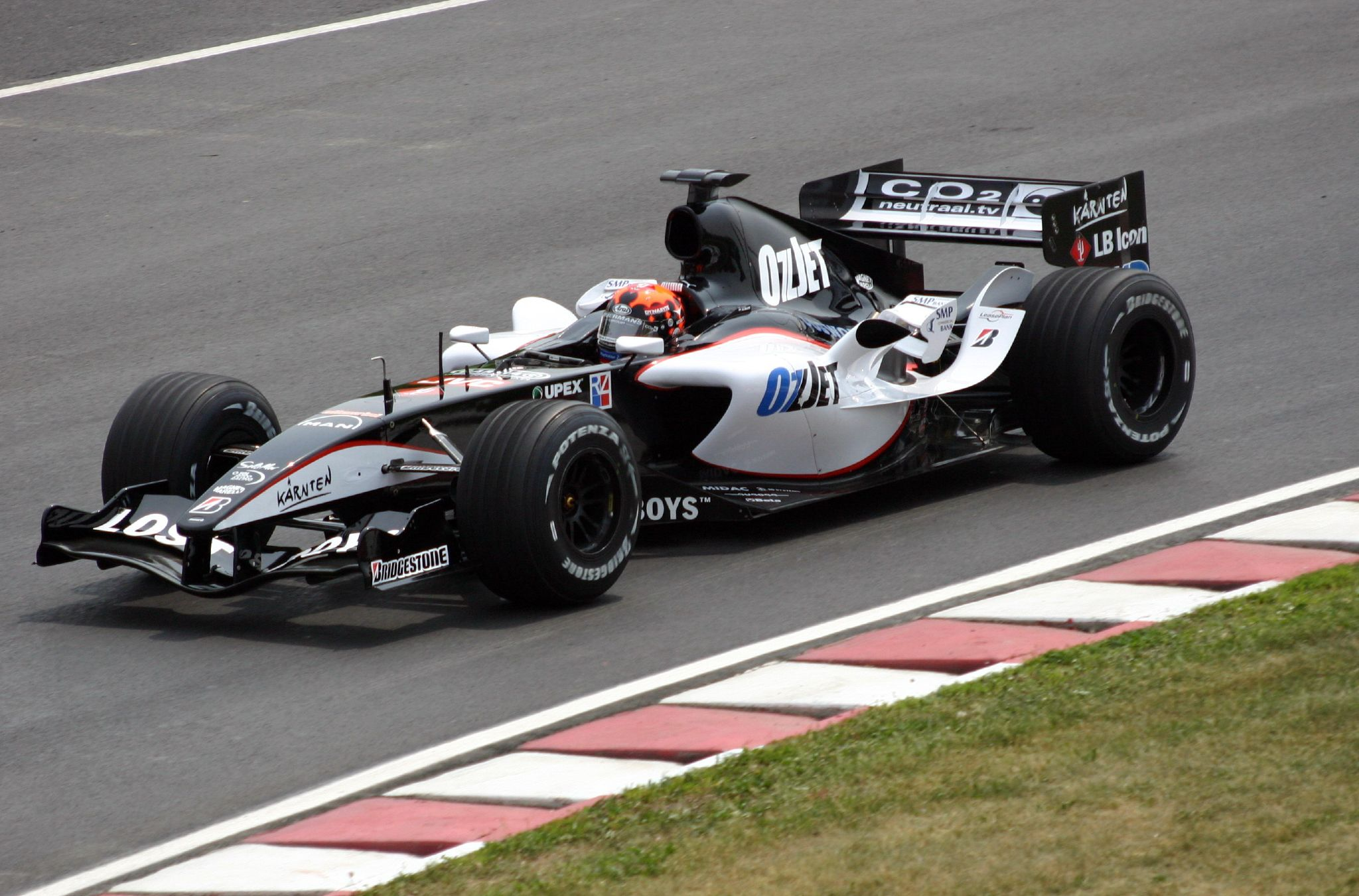
Christijan Albers in een Minardi in 2005, waarmee hij tijdens de Grand Prix van de Verenigde Staten zijn enige WK-punten behaalde.

Michael Schumacher en Scuderia Ferrari wonnen een niet eerder vertoond aantal van vijf coureurs- en zes constructeurstitels op rij tussen 1999 en 2004. Schumacher verbeterde vele records waaronder die voor het aantal overwinningen (91), overwinningen in een seizoen (13 van de 18) en meeste wereldkampioenschappen voor een coureur (7). Zijn hegemonie eindigde op 25 september 2005 toen Renault-coureur Fernando Alonso de jongste wereldkampioen tot dan toe werd. In 2006 won Renault met Alonso opnieuw beide titels. Schumacher stopte aan het einde van 2006 na zestien jaar met racen in de Formule 1. In 2010 maakte hij een comeback en heeft tot 2012 gereden bij Mercedes GP.
In deze periode werden de regels regelmatig aangepast om de actie op het circuit te verbeteren en de kosten te drukken. Team orders, waarbij de ene coureur de andere (van hetzelfde team) een duidelijk voordeel geeft in een race, was sinds het begin in 1950 legaal. Deze werden echter verboden in 2002 toen enkele acties, waarbij overduidelijk een coureur werd voorgelaten, negatieve publiciteit kregen. Ook de kwalificatie, het puntensysteem en de gebruiksduur van banden en motoren werden aangepakt en gewijzigd. Een "bandenoorlog" tussen leveranciers Bridgestone en Michelin zorgde voor snellere rondetijden, maar zorgde er ook voor dat de banden van Michelin niet veilig waren tijdens de Grand Prix van de Verenigde Staten in 2005 en slechts de drie teams die op Bridgestone zouden rijden konden starten. In 2006 maakte Max Mosley zijn visie over de "groene" toekomst van de Formule 1 duidelijk, waarin energiebesparing centraal zou staan. Vanaf 2007 eindigde de bandenoorlog doordat Michelin zich terugtrok als leverancier.
Sinds 1983 werd de Formule 1 gedomineerd door gespecialiseerde raceteams zoals Williams, McLaren en Benetton. Deze gebruikten motoren geleverd door autofabrikanten als Mercedes-Benz, Honda, Renault en Ford. Vanaf 2000, met Fords overname van Stewart keerden voor het eerst sinds 1985 weer fabrikanten terug als raceteams. Ford liet het team deelnemen onder de naam van Jaguar Racing om dit merk meer bekendheid te geven. De motoren werden geleverd door Cosworth dat op dat moment ook eigendom was van Ford. Later volgde in 2002 Toyota door zelf een volledig nieuw team op te zetten. In 2006 traden BMW en Honda toe door de bestaande teams Sauber en BAR-Honda over te nemen. In ditzelfde jaar domineerden de fabrieksteams Renault, BMW, Toyota, Honda en Ferrari de sport door vijf van de eerste zes plaatsen voor het constructeurskampioenschap te bezetten. McLaren werd derde, maar de status van het team is betwistbaar. Destijds waren de aandelen van team voor 40% in bezit van Mercedes-Benz.
Ondanks de grote budgetten van de fabrieksteams waren de meeste niet erg succesvol. Zo hield Ford het na vier jaar zonder resultaten alweer voor gezien en verkocht haar team Jaguar Racing in 2004 aan energiedrankjes-fabrikant Red Bull. Alleen Renault was als fabrieksteam echt succesvol in deze periode met twee constructeurstitels. BMW deed in haar korte vierjarig bestaan ook niet slecht met een tweede en derde plek in het constructeurskampioenschap. De overige fabrieksteams speelden niet meer dan een rol in de marge. Naar verluidt had Toyota in deze jaren het grootste budget van ongeveer £300 miljoen. Dat grote budgetten geen garanties zijn voor goed resultaten is hiermee door dit team bewezen. Toyota heeft nooit een race als eerste gefinisht en kwam in het constructeurskampioenschap nooit verder dan de vierde plaats in 2005.

### 2007–2020: Economische stagnatie
In de zomer van 2007 begon de kredietcrisis in de VS die zich in de loop van 2007/2008 over de hele wereldeconomie uitbreidde. Ook de Formule 1 ondervond hiervan de gevolgen. Verschillende sponsors verlengden hun contracten niet of ontbonden deze. Een voorbeeld hiervan was ING als hoofdsponsor van het Renault team, al had dit ook te maken met Crashgate, de rel omtrent Nelson Piquet Junior's ongeval tijdens de GP van Singapore in 2008. Ook Williams kreeg rake klappen te verduren op het gebied van sponsoring. In één jaar tijd stapten drie grote fabrieksteams uit de sport. Als eerste maakte Honda bekend per 5 december 2008 te stoppen met haar team. Eind 2009 volgden Toyota op 4 november en BMW Sauber op 27 november. Aanleiding hiervoor was dat de fabrikanten niet langer de grote budgetten van de teams konden verantwoorden in tijden van economische recessie en teruglopende verkoopresultaten, bovendien bleven voor deze drie al jaren actieve teams ook sprekende resultaten uit. Onder andere als gevolg van deze leegloop werd er binnen de sport geprobeerd de kosten te reduceren om nieuwe teams aan te trekken. In 2010 werden vier nieuwe teams tot het kampioenschap toegelaten waaronder Mercedes-Benz dat voor het eerst sinds 1955 als volwaardig team (chassis en motorbouwer) terugkeerde.
Zij waren erg dominant, getuige de acht constructeurtitels tussen 2014 en 2021, en in deze periode reed Lewis Hamilton naar zeven wereldtitels.
In de coronacrisis vonden veel races plaats zonder toeschouwers, en kregen de meeste teams minder geld binnen, ook aangezien er enkele races helemaal niet doorgingen. Ook kelderden de F1-aandelen aan het begin van de coranapandemie.

### 2021-2025: Grotere Grand Prix-contracten
Na het seizoen 2021 was Mercedes veel minder dominant als de jaren daarvoor, en ging het kampioenschap vier keer op een rij naar Max Verstappen mede door het feit dat Red Bull Racing in 2019 overschakelde naar de betrouwbaardere motoren van Honda.
Sinds het seizoen 2021 geldt, na veel weerstand van de grotere teams, een budgetplafond. Hierdoor is er een limiet aan de hoeveelheid geld dat een team aan de ontwikkeling van hun auto mag besteden.
Mede door de Netflix-serie Drive to Survive werd de Formule 1 veel populairder in landen buiten Europa. Liberty Media kende mede hierdoor in de jaren 20 -voor veel geld- races toe aan landen in het Midden-Oosten en twee nieuwe Grote Prijzen in de Verenigde Staten. Om er voor te zorgen dat het seizoen niet te vol zou worden, werden de contracten van andere, veelal Europese, races niet verlengd.
Sinds 2022 braken er weer minder chaotische jaren aan, aangezien minder de grenzen van de reglementen opgezocht werden en de inpact van corona zo goed als verdwenen was.

### 2026-heden: Nieuw motorreglement
De FIA wil dat de motoren minder vervuiling gaan uitstoten en de auto's competitiever met elkaar worden. Daarvoor worden de reglementen sterk aangepast. Overigens werden er al in 2014 hybride motoren geïntroduceerd.
De veranderingen in 2026 omvatten:
- Er wordt op volledig duurzame brandstoffen gereden
- Vermindering van breedte en lengte van de auto's
- nieuwe voorschriften voor voor- en achtervleugels
- MGU-K (Motor Generator Unit – Kinetic) vermogen verhoogd van 120 kW naar 350 kW
- Strengere veiligheidseisen
- Strengere budgetplafonds

Ook rijden er na tien jaar vanaf 2026 weer elf teams i.p.v. tien.

## Winterstop en wintertest
De winterstop in de Formule 1 is een periode tussen twee seizoenen waarin geen races worden verreden en de teams hun nieuwe auto's ontwikkelen. Significante veranderingen aan de auto's –soms vereist door de FIA wegens nieuwe regels voor het komende seizoen– kunnen aangebracht worden. Tijdens de winterstop werken teams aan de verbetering van hun auto's door middel van racesimulaties en windtunneltesten.
Aan het einde van deze periode, eind februari, vinden de wintertesten plaats, tot en met 2020 op het circuit van Barcelona. Hier krijgen teams de kans om hun nieuwe auto's uitvoerig op het circuit te testen en te verfijnen. Sinds 2021 vinden deze wintertestdagen plaats op het circuit van Bahrein, waar sinds dat jaar ook vier keer de openingswedstrijd van het seizoen plaatsvond.
Sinds 2025 worden –een week voor de wintertest– de nieuwe auto's voor het komende seizoen onthuld op een speciaal evenement. Voorheen presenteerden de teams hun auto apart van elkaar, sommige ook pas na de wintertest.

## Racen en strategie

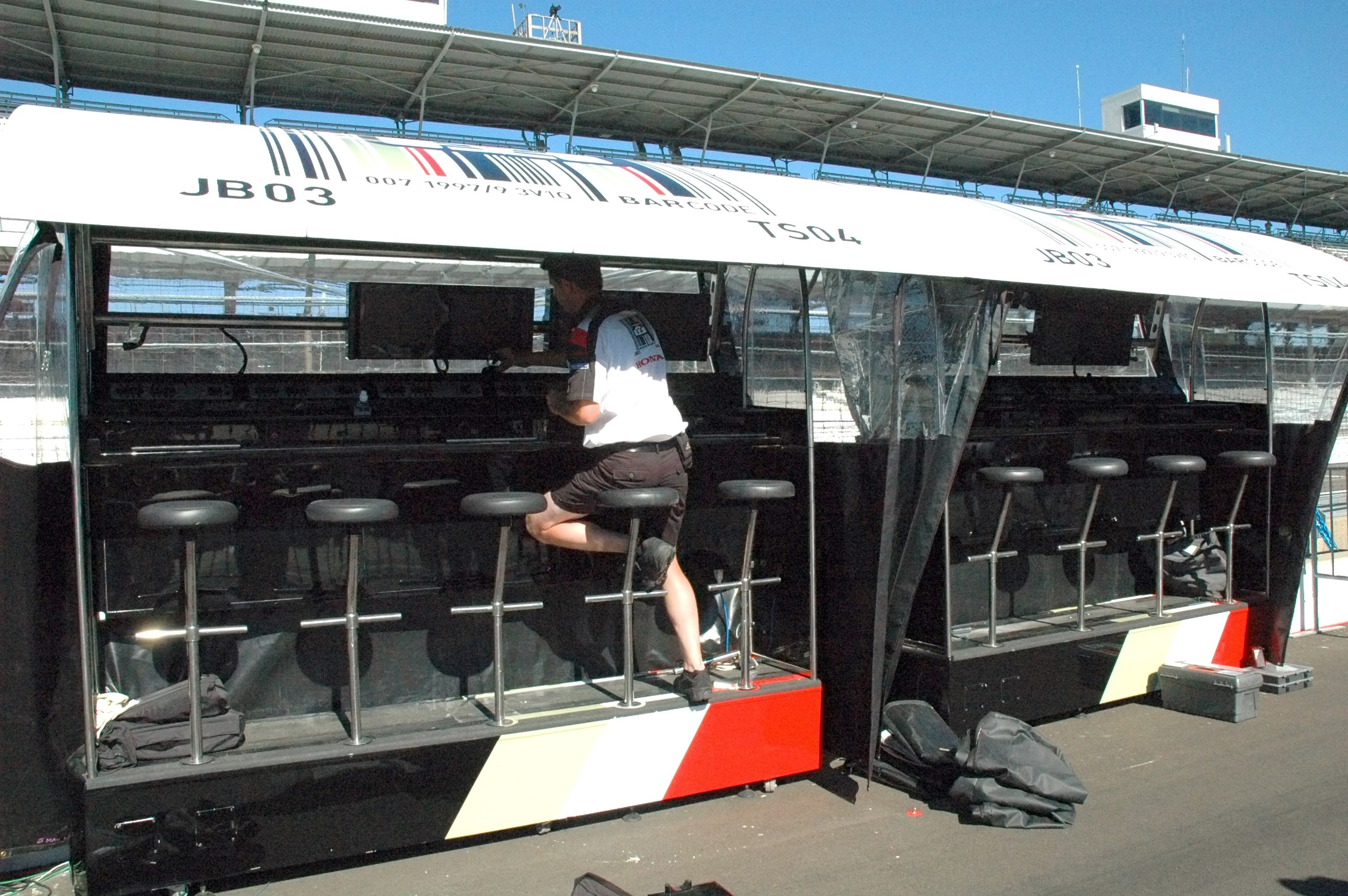
Pitmuur vanwaar het team wordt aangestuurd

Een grand prix in de Formule 1 duurt een volledig weekend en begint met twee trainingen op vrijdag en een vrije training op zaterdag. Tijdens de training op vrijdag mag eventueel een derde coureur achter het stuur van een van de twee auto's plaatsnemen. Na de training op zaterdag wordt een kwalificatie gehouden die de startvolgorde voor de race op zondag bepaalt. Er zijn echter een paar uitzonderingen op deze planning. Zo waren de eerste en tweede vrije trainingen in Monaco op donderdag i.p.v. vrijdag. Dit is sinds 2023 weer verplaatst naar de vrijdag. De Grand Prix van Las Vegas vindt plaats van donderdag t/m zaterdag i.v.m. het tijdsverschil.

### Kwalificatie
Het kampioenschap heeft door de jaren heen verschillende manieren gebruikt om te bepalen wie de snelste was. Hieronder is het huidige kwalificatiesysteem beschreven.
Er wordt gewerkt volgens het principe van een knock-out-kwalificatiesysteem. Dit bepaalt de volgorde waarin gestart zal worden tijdens de race op zondag. Deze kwalificatie is opgesplitst in drie fases, genaamd Q1, Q2 en Q3. De naam is een Engelse afkorting voor qualification 1, 2 en 3.
Als een rijder een andere rijder gehinderd heeft tijdens de kwalificatie besluit de wedstrijdleiding wat de straf zal zijn voor deze rijder (bijvoorbeeld een "grid-penalty"). Alle rondes die gestart zijn voordat de finish-vlag valt (aan het einde van Q1, Q2 of Q3) mogen worden afgemaakt en tellen mee voor de kwalificatie.
Q1In de eerste fase (Q1) mogen alle auto's gedurende achttien minuten de baan op. Alleen de snelste tijd per coureur telt en het aantal toegestane ronden is onbeperkt. Aan het einde van de eerste sessie worden de vijf traagste coureurs geëlimineerd. Deze auto's zullen de laatste vijf startposities innemen. Als een coureur een tijd neerzet die meer dan 7% langzamer is dan de snelste tijd gereden in Q1, mag hij niet meedoen aan de race. Als het team echter kan aanwijzen dat ze in de trainingen wel binnen de 7% marge zaten, kan gratie worden verleend. Deze laatste regel wordt wel de "107% regel" genoemd.
Q2De overgebleven vijftien auto's rijden een tweede sessie (Q2) van vijftien minuten. In deze sessie worden opnieuw vijf auto's uitgesloten op dezelfde manier als in de eerste sessie.
Q3In de derde en laatste sessie (Q3) hebben de coureurs twaalf minuten in deze zogenaamde "Poleposition shootout". Aan het einde van de kwalificatie worden de tijden vergeleken en aan de hand daarvan de posities op de grid vastgesteld (behoudens een "gridpenalty" bijvoorbeeld vanwege vervanging van onderdelen van een auto).

### Sprint

#### Sprintkwalificatie (2021)
Sinds 2021 wordt er bij sommige Grands Prix een sprintkwalificatie verreden. Deze weekenden bevatten op vrijdag een vrije training van 60 minuten en een volledige kwalificatie. De uitslag van de kwalificatie bepaalt de startopstelling van de sprintkwalificatie. Op zaterdag is er nog een vrije training van 60 minuten voordat de sprintkwalificatie van 100 kilometer verreden wordt. De te verdienen punten in de sprintkwalificatie zijn 3 punten voor de winnaar, 2 punten voor de nummer twee, en 1 punt voor nummer drie.
Op zondag wordt de normale hoofdrace gereden, de startopstelling hiervan wordt bepaald door de uitslag van de sprintkwalificatie.

#### Sprint (2022)
In 2021 werd het nog "sprintkwalificatie" genoemd, maar sinds 2022 is de naam officieel gewijzigd naar "Sprint". Deze weekenden bevatten op vrijdag een vrije training van 60 minuten en een volledige kwalificatie. De uitslag van de kwalificatie bepaalt vanaf 2022 in tegenstelling tot 2021 welke coureur de poleposition toegekend krijgt en bepaalt tevens de startopstelling van de sprint (afgezien van mogelijke gridstraffen). Op zaterdag is er nog een vrije training van 60 minuten voordat de "sprint" van 100 kilometer verreden wordt. In tegenstelling tot 2021 (toen de eerste drie coureurs punten kregen: 3, 2, 1) krijgen vanaf 2022 de eerste acht coureurs punten: Er zijn 8 punten voor de winnaar, 7 punten voor de nummer twee en zo door tot 1 punt voor nummer acht.
Op zondag wordt de normale hoofdrace gereden, de startopstelling hiervan werd in 2021 en 2022 bepaald door de uitslag van de sprint.

#### Sprint (2023)
In april 2023 werd er op verzoek van de teams een wijziging in de regels doorgevoerd, de kwalificatie voor de hoofdrace op zondag wordt nu op vrijdagmiddag afgewerkt, na de eerste en enige vrije training. De zaterdag begint met een korte kwalificatie (Sprint Shootout) voor de sprint: SQ1 duurt 12 minuten met 20 coureurs, SQ2 duurt 10 minuten met 15 coureurs en SQ3 duurt 8 minuten met 10 coureurs. De bandenkeuze voor de sprintkwalificatie is – in tegenstelling tot de normale kwalificatie – niet vrij. Alle coureurs rijden op hetzelfde type band tijdens een sessie. Later op de zaterdag vindt de Sprint plaats gevolgd door de hoofdrace -uitzonderingen daargelaten- op zondag.

#### Sprint (2024 tot heden)
De F1-commissie is akkoord gegaan met een aanpassing van de opzet van de sprint in 2024 en verder. De F1-commissie vindt dat de sprintactiviteiten beter gescheiden moeten worden van de sessies voor de Grand Prix. Op 5 februari werd bekendgemaakt dat de sprintkwalificatie plaats zal gaan vinden op vrijdagavond, na de eerste training. Op zaterdag wordt de dag begonnen met de sprint, gevolgd door de kwalificatie voor de Grand Prix. De kwalificatie keert dus terug op de zaterdag net zoals tijdens een normaal Formule 1-weekeinde. De hoofdrace wordt -uitzonderingen daargelaten- verreden op de zondag.

### Race
De race begint met een opwarmronde waarna de auto's zich opstellen op de starting grid in de volgorde waarin ze gekwalificeerd zijn. Als een auto afslaat voorafgaand aan de opwarmronde en het hele veld is hem gepasseerd dan dient deze coureur aan het eind van het veld te starten. Slaagt hij erin om minstens een auto achter zich te houden, dan mag hij zijn oorspronkelijke positie weer innemen. Een coureur kan ook kiezen om uit de pitstraat te starten indien zich op het laatste moment problemen met de auto voordoen. Hij dient dan te wachten tot het volledige veld de pitstraat is gepasseerd voordat hij met de race mag beginnen.
Een lichtsysteem boven het circuit geeft de start van de race aan. De afstand van een grand prix is gelijk aan het kleinste aantal rondes dat de 305 km overschrijdt (uitzondering: 260 km in Monaco). Een grand prix mag eveneens niet langer dan twee uur duren. In de praktijk duurt een formule 1-race gemiddeld 90 minuten. Tijdens de race mag een coureur een of meerdere malen stoppen in de pitstraat om banden te wisselen of reparaties uit te voeren (maar vanaf 2010 niet meer om te tanken). Dit wordt een "pitstop" genoemd. Het uitvoeren van bandenwissels en reparaties in de pits vergt precisiewerk. Daarom is het belangrijk dat dit voorafgaand aan een race goed wordt geoefend, zodat banden wisselen en kleine reparaties of aanpassingen zo efficiënt mogelijk kunnen worden uitgevoerd.

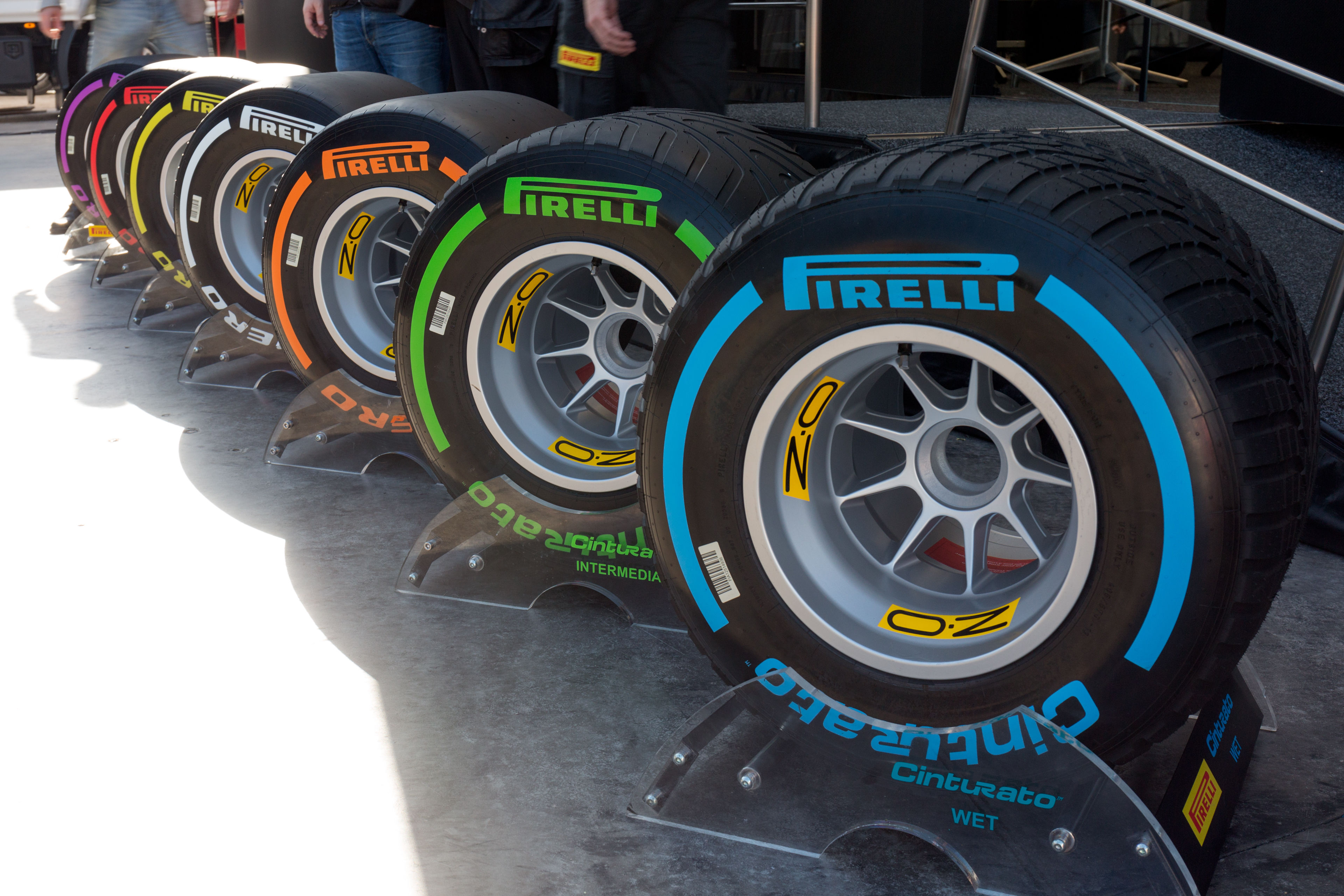
De verschillende typen banden beschikbaar in 2017, toentertijd 5 verschillende droogweerbanden: v.l.n.r. de vijf soorten van zacht naar hard, de intermediate (groen), en de full-wetband (blauw)

De bandenfabrikant (anno 2025 Pirelli) heeft zes (qua hardheid) verschillende typen banden voor de Formule 1 beschikbaar (compound van hard naar zacht: C0, C1, C2, C3, C4, C5) waaruit de bandenfabrikant voor een raceweekend de drie (opeenvolgende) meest geschikte versies selecteert. Deze worden dan als hard, medium en soft ingezet. De droogweerbanden hebben aan de zijkant een kleur, respectievelijk wit, geel en rood. Coureurs zijn verplicht om tijdens een race twee verschillende soorten (van de drie beschikbare) te gebruiken.
Als het regent en er moet worden overgeschakeld naar zogenaamde 'regenbanden', dan zijn daarvan twee typen banden beschikbaar: de full-wet (volledige regenband) en de intermediate (kruising tussen de profielloze droogweerband (slick) en de full-wet). In dat geval is de bandenkeuze volledig vrij en zou de gehele race theoretisch zonder pitstop op één set regenbanden verreden kunnen worden.
Als door weersomstandigheden of door een ongeluk echter de baan er zo slecht aan toe is dat de auto's niet fatsoenlijk kunnen rijden (zoals in Canada en Monaco in 2011 en Zuid-Korea in 2010), wordt de race stopgezet en gewacht tot de baan niet meer onder water staat. Onder de rode vlag mag een coureur nieuwe banden laten monteren, spoedreparaties laten doen en een sanitaire stop plegen. Aanpassingen aan de afstelling van de auto zelf maken is echter verboden.
Onder meer met vlag- en lichtsignalen krijgen de coureurs informatie tijdens de race. Zo betekent een gele vlag dat er gevaar dreigt en het verboden is om in te halen. Een blauwe vlag betekent dat een coureur gewaarschuwd wordt dat er een snellere auto met een ronde voorsprong achter hem rijdt en dat hij aan de kant moet gaan en ruimte moet maken om deze te laten passeren.

### Puntensysteem
| Plaats        | 1950-1959 | 1960 | 1961-1990 | 1991-2002 | 2003-2009 | 2010-2018 | 2019-2024 | 2025 |
| ------------- | --------- | ---- | --------- | --------- | --------- | --------- | --------- | ---- |
| 1             | 8         | 8    | 9         | 10        | 10        | 25        | 25        | 25   |
| 2             | 6         | 6    | 6         | 6         | 8         | 18        | 18        | 18   |
| 3             | 4         | 4    | 4         | 4         | 6         | 15        | 15        | 15   |
| 4             | 3         | 3    | 3         | 3         | 5         | 12        | 12        | 12   |
| 5             | 2         | 2    | 2         | 2         | 4         | 10        | 10        | 10   |
| 6             | -         | 1    | 1         | 1         | 3         | 8         | 8         | 8    |
| 7             | -         | -    | -         | -         | 2         | 6         | 6         | 6    |
| 8             | -         | -    | -         | -         | 1         | 4         | 4         | 4    |
| 9             | -         | -    | -         | -         | -         | 2         | 2         | 2    |
| 10            | -         | -    | -         | -         | -         | 1         | 1         | 1    |
| Snelste ronde | 1         | -    | -         | -         | -         | -         | 1         |      |

Er zijn sinds 1950 meerdere systemen gebruikt om per wedstrijd punten toe te kennen voor het wereldkampioenschap. Aanpassingen hadden vooral te maken met het puntenverschil tussen de eerste en tweede plaats, dat varieerde tussen 2 en 4 punten verschil. Op 11 december 2009 besliste de FIA dat voor het seizoen 2010 de puntenverdeling opnieuw gewijzigd werd. Er worden sindsdien punten toegekend voor de eerste tien plaatsen in de race in plaats van voor de eerste acht.
Sedert het seizoen 1991 worden alle behaalde punten in rekening gebracht voor de eindstand. Voorheen konden slechts de punten van een beperkt aantal races, verschillend van seizoen tot seizoen, in rekening gebracht worden voor het eindklassement, zodat niet noodzakelijk de renner met het hoogste aantal behaalde punten ook effectief wereldkampioen werd. Zo werd in 1988 Ayrton Senna kampioen, ook al behaalde zijn teamgenoot Alain Prost meer punten, omdat slechts de elf beste resultaten over de zestien wedstrijden meetelden voor de eindstand.
Van 1950 tot 1959 en 2019 t/m 2024 werd ook een punt toegekend aan de coureur die de snelste ronde in de wedstrijd op zijn naam schreef. Tot 1957 was het bovendien toegestaan dat coureurs elkaar aflosten aan het stuur tijdens de wedstrijd, in dat geval werden de behaalde punten gedeeld door het aantal renners dat de wagen gereden had tijdens de race.
Voor het constructeurskampioenschap, dat sinds 1958 wordt gehouden, wordt hetzelfde puntensysteem gehanteerd als voor de coureurs, waarbij de punten van beide rijders opgeteld worden. Tot en met 1978 werden enkel de punten behaald door de best geklasseerde renner meegeteld. Het punt voor de snelste ronde werd in 1958 en 1959 uitsluitend toegekend aan de coureur en niet aan de constructeur.
Om punten te kunnen verdienen hoeft een coureur de race niet uit te rijden, maar er moet minstens 90% van de afstand die de winnaar heeft afgelegd zijn verreden. Hierdoor is het voor een coureur mogelijk punten te veroveren als hij voor het einde van de race uitvalt, mits er punten te verdienen zijn die niet afhankelijk zijn van de einduitslag, zoals in de jaren 1950–1959, toen er punten verdiend konden worden door de snelste ronde te rijden.

#### Verandering puntentoekenning 2022
Naar aanleiding van het tumult ontstaan na de toekenning van de helft van de punten bij de GP van België 2021 werd de puntentoekenning volgens artikel 6.5 aangepast. In dit artikel staat Indien een wedstrijd overeenkomstig artikel 57 wordt geschorst en niet kan worden hervat (de rode vlagsituatie), worden voor elke race punten toegekend volgens de volgende criteria:
- Geen punten als er minder dan twee rondes zijn verreden.
- In onderstaande vier gevallen geen punten tenzij de leider van de wedstrijd minimaal twee rondes zonder safety car of VSC-situatie gereden heeft.
  - Als er meer dan twee rondes zijn verreden maar minder dan 25% van de wedstrijd is voltooid dan krijgt de top vijf de volgende punten: 6, 4, 3, 2 en 1.
  - Als er tussen 25% en 50% van de wedstrijd is voltooid dan krijgt de top negen de volgende punten: 13, 10, 8, 6, 5, 4, 3, 2 en 1.
  - Als er tussen 50% en 75% van de wedstrijd is voltooid dan krijgt de top tien de volgende punten: 19, 14, 12, 10, 8, 6, 4, 3, 2 en 1.
  - Als er meer dan 75% van de wedstrijd is voltooid dan worden de normale punten toegekend voor de top tien volgens artikel 6.4: 25, 18, 15, 12, 10, 8, 6, 4, 2 en 1.

Voor de sprint is er artikel 6.6. In dit artikel staat: Indien een sprint overeenkomstig artikel 57 wordt geschorst en niet kan worden hervat (de rode vlag situatie), worden geen racepunten toegekend als:
- De leider van de sprint minder dan twee rondes heeft gereden zonder safety car of VSC-situatie.
- De leider van de sprint minder dan 50% van de geplande sprintafstand heeft afgelegd.

In artikel 6.4 wordt naast de normale puntentoekenning ook de regel over het punt voor de snelste ronde vermeld:
- De coureur en constructeur met de snelste ronde krijgen 1 punt als de coureur binnen de top tien eindigt.
- Er wordt geen punt gegeven voor de coureur en constructeur met de snelste ronde als de leider van de race minder dan 50% van de geplande wedstrijdafstand heeft afgelegd.

#### 2025
Het extra punt voor de snelst gereden ronde in de race (mits geëindigd in de top tien en indien er minimaal 50% wedstrijdafstand is afgelegd door de leider van de race) is geschrapt uit het sportief reglement.

## Constructeurs

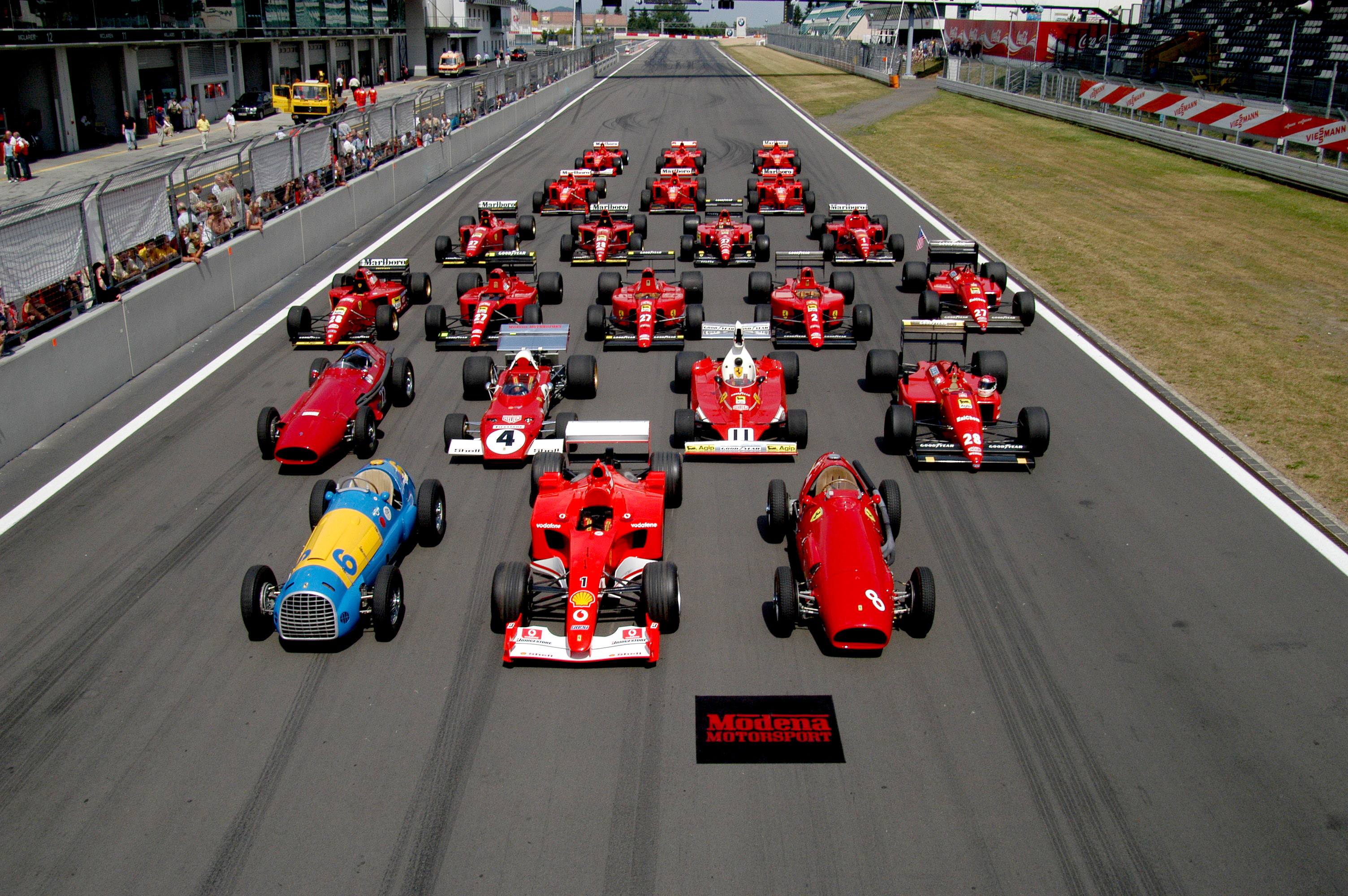
Ferrari Track Days op de Nürburgring, 23 juli 2003. Een selectie van Ferrari F1-auto's uit 1949 tot 2001.

Sinds 1984 is het voor alle teams verplicht om zelf het chassis van hun auto te bouwen waardoor de term "team" en "constructeur" onderling uitwisselbaar werden. Deze eis onderscheidt de Formule 1 van bijvoorbeeld de IndyCar Series waar chassis gekocht kunnen worden en de GP2 waar alle auto's aan elkaar gelijk dienen te zijn.
Tijdens het debuutseizoen 1950 streden er achttien teams om de titel maar vanwege de hoge kosten vielen vele snel uit. Na een paar jaar was het veld zelfs zo geslonken dat er Formule 2-auto's werden gebruikt om de gaten te vullen. Ferrari is het enige nog actieve team dat onafgebroken aan alle seizoenen vanaf 1950 heeft deelgenomen. Het team is recordhouder van het hoogste aantal constructeurstitels (zestien).
Bedrijven als Climax, Repco, Cosworth, Hart, Judd en Supertec waren niet aan een team gebonden maar verkochten motoren aan teams die niet de financiële middelen hadden om deze zelf te ontwikkelen. Het is slechts sporadisch voorgekomen dat privéteams hun eigen motoren fabriceerden omdat dit over het algemeen minder succesvol was. Cosworth was de laatste onafhankelijke motorleverancier maar verloor zijn laatste klanten in 2006. Maar in 2010 kwam Cosworth terug als motorleverancier voor de teams Williams, HRT F1 Team, Lotus en Virgin Racing. De grote budgetten van de bestaande fabrikanten maakten het niet langer aantrekkelijk om motoren van derden te kopen. De grote teams spenderen naar schatting 100 tot 200 miljoen euro per jaar aan de ontwikkeling en bouw van hun motoren.
In 2007 werd, voor het eerst sinds de regelgeving van 1984, door twee teams een chassis gebruikt dat door een ander was gebouwd. Super Aguri gebruikte het Honda F1-chassis van 2006 en Scuderia Toro Rosso gebruikte hetzelfde chassis als Red Bull Racing dat jaar gebruikte. Het chassis van Toro Rosso en Red Bull werd door geen van beide teams gebouwd. Het chassis werd gebouwd door een dochteronderneming van Red Bull genaamd Red Bull Technology. Op deze manier probeerden ze de reglementen te omzeilen. Super Aguri was vrijwel eigendom van Honda en Red Bull Racing bezat 50% van Toro Rosso. Hoewel Spyker F1 protest aantekende werd dit geweigerd. Deze beslissing trok de aandacht van Prodrive dat ook tot de Formule 1 wilde toetreden.
Hoewel er weinig wordt vrijgegeven over de budgetten van de teams wordt er geschat dat ze variëren tussen de 66 en 400 miljoen dollar per team.
Om met een nieuw team in het kampioenschap te starten is een betaling van 25 miljoen pond sterling nodig, die het team in de loop van het seizoen krijgt terugbetaald. Als gevolg is het voor nieuwelingen vaak aantrekkelijker om een bestaand team over te nemen en zo de betaling te vermijden.

### FOTA
De FOTA bestond sinds 2008. De FOTA moest ervoor zorgen dat de teams samen één blok vormden tegen de andere organisatoren in de Formule 1. Op deze manier probeerden de teams meer inspraak te verwerven. De voorzitter was Martin Whitmarsh.
Op 10 januari 2011 maakte HRT bekend dat het de FOTA ging verlaten, omdat het volgens hen een organisatie was die alleen in het belang werkte van de grote teams. De voorzitter van de FOTA, Martin Whitmarsh, verklaarde echter dat het team de contributie van het vorige jaar niet had betaald en om die reden niet meer lid was van de organisatie.
Op 2 december 2011 maakten Ferrari, Red Bull en Sauber bekend, dat ook zij de FOTA zouden verlaten vanwege het gesteggel over de Resource Restriction Agreement.
Begin 2014 maakte Oliver Weingarten, de secretaris-generaal van de FOTA, bekend dat de FOTA was opgeheven.

##### Resource Restriction Agreement
Sinds het seizoen van 2010 werken de teams met de Resource Restriction Agreement, ook wel afgekort tot RRA. Deze overeenkomst moet de kosten voor de formule 1-teams naar beneden brengen tot het niveau van begin jaren negentig.

## Coureurs

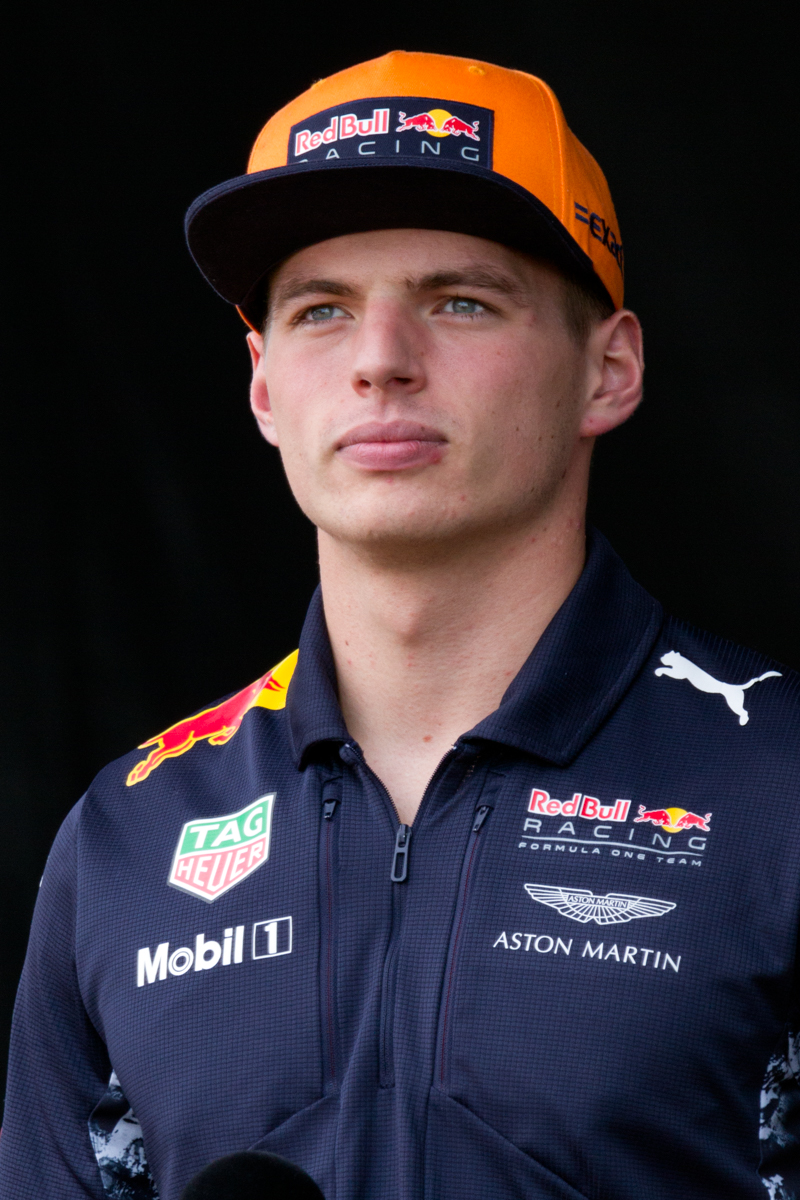
Max Verstappen won in 2021, 2022, 2023 en 2024 het rijderskampioenschap.

Vanaf 2014 moeten coureurs een beschikbaar startnummer kiezen alvorens ze hun eerste Grand Prix gaan rijden, dit nummer behouden ze dan gedurende hun F1-carrière. De coureurs mogen kiezen uit de nummers 2 t/m 99, uitgezonderd nr 17. Dit was het nummer van Jules Bianchi, die aan de gevolgen van een crash tijdens de Grand Prix Formule 1 van Japan 2014 in 2015 overleed.
Een (permanent) nummer kan niet worden toegewezen wanneer dat nummer in de laatste twee seizoenen door een coureur is gebruikt. De FIA kan ook tijdelijke nummers uitgeven aan coureurs die uitgezonderd zijn op deze regel, bijvoorbeeld als deze nummers maar gebruikt zijn in één wedstrijd.
Zeven vrouwen waren in het verleden in de Formule 1 actief als coureur. Maria Teresa de Filippis was in 1958 de eerste. Lella Lombardi is de enige vrouw die ooit in de punten reed. Ze haalde een half punt bij de tumultueus verlopen Grote Prijs van Spanje in 1975. Drie andere vrouwen probeerden via de kwalificaties zich voor de race te plaatsen, maar slaagden daar niet in; Desiré Wilson probeerde dit eenmalig in 1980, Divina Galica drie keer in 1976 en 1980 en Giovanna Amati in 1992 eveneens drie keer. María de Villota kwam in 2012 niet verder dan testritten als formule 1-coureur, voor zij ernstig gewond raakte, tijdens een testrit. Susie Wolff, de echtgenote van de teambaas van het Mercedes-formule 1-team Toto Wolff, was van 2012 tot 2015 actief als coureur bij Williams.

### GPDA
Naast de FOTA is er ook een rijdersassociatie genaamd "Grand Prix Drivers' Association", die sinds 1961 bestaat en wordt geleid door een voorzitter en 2 bestuursleden. Sinds 2014 is Alexander Wurz hier de voorzitter van en zijn George Russell & Sebastian Vettel de vertegenwoordigers van de coureurs.
In 1982 werd de GPDA ontbonden wegens commerciële veranderingen en een conflict tussen de "Formula One Constructors Association" (FOCA) en de FIA. Het werd toen vervangen door de "Professional Racing Drivers Association" PRDA.
In 1994 herstelden Niki Lauda & Gerhard Berger de GPDA tijdens het raceweekend van de Grand Prix van Monaco, dit na de ernstige gebeurtenissen tijdens de vorige Grand Prix van San Marino, waarbij Rubens Barrichello tijdens de donderdag training hard crashte, later Roland Ratzenberger tijdens de zaterdag kwalificatie verongelukte en Ayrton Senna tijdens de race op zondag verongelukte.

## Ingeschreven teams en coureurs
De volgende teams en coureurs nemen deel aan het FIA Wereldkampioenschap Formule 1 in 2025 (de inschrijving werd op 1 november 2024 gesloten). Alle teams rijden met banden van Pirelli. Elk team moet minstens twee rijders inschrijven: een voor elk van de twee verplichte wagens. Gedurende het seizoen mogen er per team maximaal vier verschillende coureurs aan wedstrijden deelnemen.
| BWT Alpine Formula 1 Team                   | Alpine-Renault               | A525     | Renault    | 7  | Jack Doohan       |
| BWT Alpine Formula 1 Team                   | Alpine-Renault               | A525     | Renault    | 10 | Pierre Gasly      |
| Aston Martin Aramco Formula One Team        | Aston Martin Aramco-Mercedes | AMR25    | Mercedes   | 14 | Fernando Alonso   |
| Aston Martin Aramco Formula One Team        | Aston Martin Aramco-Mercedes | AMR25    | Mercedes   | 18 | Lance Stroll      |
| Scuderia Ferrari HP                         | Ferrari                      | N.n.b.   | Ferrari    | 16 | Charles Leclerc   |
| Scuderia Ferrari HP                         | Ferrari                      | N.n.b.   | Ferrari    | 44 | Lewis Hamilton    |
| MoneyGram Haas F1 Team                      | Haas-Ferrari                 | VF-25    | Ferrari    | 31 | Esteban Ocon      |
| MoneyGram Haas F1 Team                      | Haas-Ferrari                 | VF-25    | Ferrari    | 87 | Oliver Bearman    |
| Stake F1 Team Kick Sauber                   | Kick Sauber-Ferrari          | C45      | Ferrari    | 5  | Gabriel Bortoleto |
| Stake F1 Team Kick Sauber                   | Kick Sauber-Ferrari          | C45      | Ferrari    | 27 | Nico Hülkenberg   |
| McLaren Formula 1 Team                      | McLaren-Mercedes             | MCL39    | Mercedes   | 4  | Lando Norris      |
| McLaren Formula 1 Team                      | McLaren-Mercedes             | MCL39    | Mercedes   | 81 | Oscar Piastri     |
| Mercedes-AMG PETRONAS Formula One Team      | Mercedes                     | F1 W16   | Mercedes   | 12 | Kimi Antonelli    |
| Mercedes-AMG PETRONAS Formula One Team      | Mercedes                     | F1 W16   | Mercedes   | 63 | George Russell    |
| Visa Cash App Racing Bulls Formula One Team | Racing Bulls-Honda RBPT      | VCARB 02 | Honda RBPT | 6  | Isack Hadjar      |
| Visa Cash App Racing Bulls Formula One Team | Racing Bulls-Honda RBPT      | VCARB 02 | Honda RBPT | 22 | Yuki Tsunoda      |
| Oracle Red Bull Racing                      | Red Bull Racing-Honda RBPT   | RB21     | Honda RBPT | 1  | Max Verstappen    |
| Oracle Red Bull Racing                      | Red Bull Racing-Honda RBPT   | RB21     | Honda RBPT | 30 | Liam Lawson       |
| Williams Racing                             | Williams-Mercedes            | FW47     | Mercedes   | 23 | Alexander Albon   |
| Williams Racing                             | Williams-Mercedes            | FW47     | Mercedes   | 55 | Carlos Sainz jr.  |
| Bron: FIA                                   |                              |          |            |    |                   |

#### Startnummertoewijzing
Elke coureur kreeg tot 2014 een startnummer toegewezen. De kampioen van het voorgaande seizoen kreeg nummer 1, zijn teamgenoot nummer 2. De nummers werden vervolgens verdeeld in de volgorde waarin het vorige constructeurskampioenschap was geëindigd. Het nummer 13 werd vanwege het bijgeloof nooit echt in een race gebruikt, voor 1976 werd het incidenteel door sommige organisatoren wel toegekend, zoals op de wagen van Divina Galica toen zij zich probeerde te kwalificeren voor de grote Prijs van Groot-Brittannië in 1976. Maar tot 2014, toen Pastor Maldonado het nummer 13 koos toen hij voor het Lotus F1 Team ging rijden, werd dit niet meer gebruikt. Maldonado gaf aan dat 13 in Venezuela geen ongeluksgetal is.
Voor 1996 kreeg alleen het team van de wereldkampioen nieuwe nummers (1 en 2), waarbij de aftredend kampioen de daardoor vrijgekomen nummers kreeg. De rest van het veld behield zijn nummer. Voor 1974 hadden de teams geen vaste nummers.
Sinds 2014 is de regel dat de regerend Formule 1-kampioen met startnummer 1 mag rijden in het daarop volgende jaar, maar dit is niet verplicht. De coureur mag er ook voor kiezen om gebruik te blijven maken van zijn vaste coureursnummer.

## Grand Prix
Het aantal Grands Prix meetellend voor het wereldkampioenschap F1 heeft gevarieerd per jaar en is sinds zijn ontstaan in 1950 stelselmatig opgelopen. Het eerste seizoen bestond uit slechts zeven races, eind jaren zestig was het opgelopen tot 11 à 12 races en midden jaren zeventig tot 15. Van 1975 tot begin jaren 2000 zou het jaarlijks aantal races rond de 16 blijven schommelen, daarna zouden er door de wereldwijd groeiende populariteit van de competitie ook buiten de historische F1-landen (Europa en Noord-Amerika) meer wedstrijden georganiseerd worden. Zo stonden er in 2023 al 22 Grands Prix op de kalender en groeide dit in 2024 naar 24 races. Behalve de kampioenschapswedstrijden werden tot begin jaren 80 parallel aan het WK nog een aantal F1-wedstrijden verreden, vooral in het Verenigd Koninkrijk zoals de Race of Champions.
Zes van de eerste zeven races vonden plaats in Europa, de zevende was de Indianapolis 500, die later werd vervangen door de GP van de Verenigde Staten. Het kampioenschap verspreidde zich langzaam over andere niet-Europese landen. De eerste grand prix in Zuid-Amerika vond plaats in Argentinië in 1953, Marokko had de eer om als eerste Afrikaans land een grand prix te organiseren in 1958. Azië, met Japan in 1976, en Oceanië, met Australië in 1985, volgden.
Traditioneel organiseert elk land een grand prix die de naam van het land krijgt toebedeeld. Wanneer een enkel land twee grands prix in een seizoen organiseert, krijgen ze verschillende namen. Zo krijgt een Europees land dat twee races organiseert voor de tweede race de naam "Grand Prix van Europa" toebedeeld. Soms wordt hier van afgeweken: Als Imola de tweede race in Italië is, wordt deze naar het nabijgelegen San Marino genoemd. Ook werden in het verleden de Grand Prix van Luxemburg in Duitsland verreden en de Grand Prix van Zwitserland in Frankrijk.
Grands prix van een land worden niet ieder jaar op hetzelfde circuit verreden. De Britse grand prix werd tussen 1963 en 1986 afwisselend gereden op Silverstone en Brands Hatch. De enige race die elk seizoen verreden is, is de Grand Prix van Italië, die elk jaar op Autodromo Nazionale Monza plaatsvond, met uitzondering van 1980 toen naar Imola werd uitgeweken.
Een van de nieuwste races op de kalender is de Grand Prix van Bahrein, die wordt verreden op een modern, speciaal gebouwd woestijncircuit. Met deze race maakte de Formule 1 zijn debuut in het Midden-Oosten. De nieuwe circuits maken de uitbreiding van de Formule 1 mogelijk en leggen de lat voor bestaande circuits steeds hoger. Races in landen waar tabaksreclame verboden is of waarvan de circuits niet meer voldeden aan de veiligheidseisen zijn van de kalender geschrapt om plaats te maken voor races in nieuwe gebieden. Zo kwamen de GP van Argentinië, GP van Mexico, GP van Oostenrijk, GP van San Marino en de GP van Frankrijk in de afgelopen jaren te vervallen.
In 2007 werd bevestigd dat nieuwe races aan de kalender zouden worden toegevoegd. De eerste was de GP van Singapore in september 2008, die de eer kreeg om de eerste nachtrace uit de geschiedenis te zijn. De tweede was de GP van Abu Dhabi, in november 2009, de derde was de GP van Korea, die verreden werd in Jeollanam-do in 2010 en de vierde was de GP van India, die vanaf 2011 verreden wordt in Delhi. Een andere wijziging was het verplaatsen van de GP van Europa naar het nieuwe circuit van Valencia in Spanje.

## Circuits

Landen waar een GP wordt georganiseerd
Landen waar eerder een GP is georganiseerd

Door de jaren heen is er op zowel speciaal aangelegde circuits als op stratencircuits formule 1 verreden. Bekende voorbeelden van stratencircuits zijn Monaco en Spa-Francorchamps. Gewoonlijk beschikken circuits die voor de Formule 1 gebruikt worden over een lang recht stuk waarin zich de startposities bevinden.
De pitstraat – waar de coureurs tijdens de race stoppen voor het verwisselen van banden – loopt hier meestal parallel aan. Omdat de meeste circuits met de klok mee worden gereden, kunnen de circuits die tegen de klok in gereden worden nekproblemen bij de coureurs veroorzaken doordat er andere spieren worden belast dan het geval is bij een gebruikelijke race.
De glamour en geschiedenis die verbonden zijn met het circuit in Monaco zijn de hoofdredenen waarom dit circuit nog in gebruik is, terwijl het niet aan alle veiligheidsregels voldoet die aan andere circuits worden opgelegd. Drievoudig wereldkampioen Nelson Piquet omschreef racen in Monaco als "proberen te fietsen in je woonkamer".
Om te voorkomen dat coureurs de baan afsnijden en hierbij voordeel behalen zijn er baangrenzen (ook vaak "track limits" genoemd) vastgesteld. Deze limieten worden doorgaans aangegeven door de witte lijn aan de zijkant van de baan. Komt een coureur met zijn auto volledig buiten de witte lijn die de grens aangeeft, dan zal zijn tijd worden afgenomen. In de race krijgt een coureur na herhaaldelijke overtredingen eerst een waarschuwing en, bij herhaald gedrag, een tijdstraf. De FIA handhaaft de baangrenzen echter niet hetzelfde in elke bocht. Voorafgaand aan elk weekend maakt de FIA daarom bekend in welke bochten track limits gelden en hoe ver de auto buiten de witte lijnen mag komen.

## Auto's en technologie

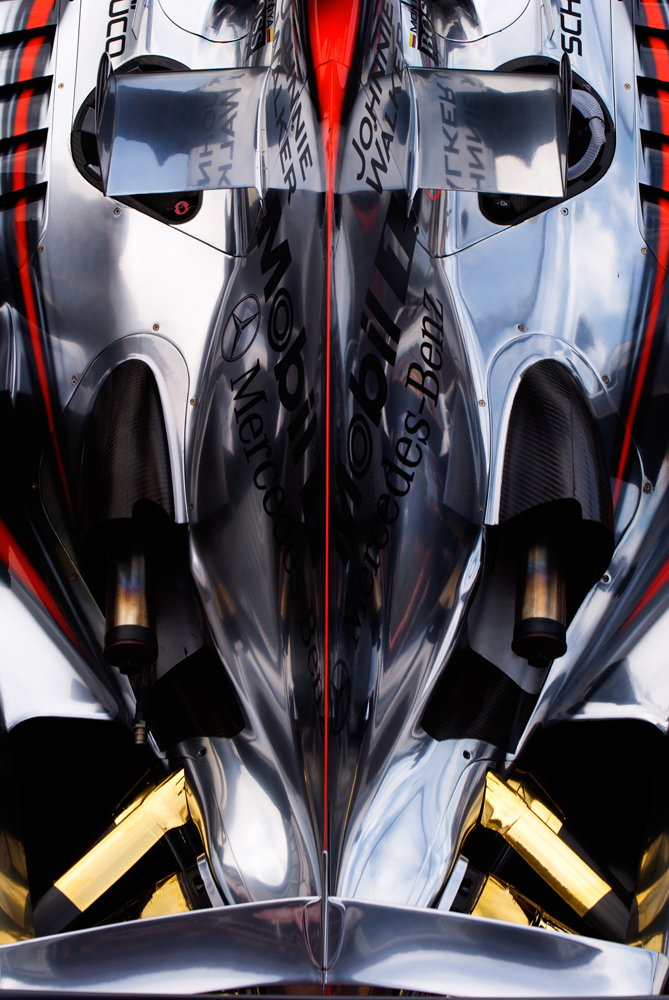
Bovenaanzicht van een McLaren MP4-21 gebruikt in 2006

Moderne formule 1-auto's hebben de motor in het midden liggen en hebben een open cockpit. Het chassis bestaat grotendeels uit koolstofvezel, waardoor het licht, maar zeer sterk is. De complete auto inclusief coureur (maar zonder brandstof) weegt 752 kg, het minimumgewicht volgens de regels van 2021. De auto's wegen gewoonlijk minder dan dit minimum en worden daarom verzwaard met gewichten. De teams gebruiken dit in hun voordeel en plaatsen de ballast zó dat een ideale gewichtsverdeling wordt bereikt.
De snelheid waarmee een formule 1-auto bochten kan nemen wordt voornamelijk bepaald door de aerodynamische neerwaartse kracht (downforce) die de auto op de weg drukt. Deze wordt veroorzaakt door verschillende 'vleugels' die zich op de auto bevinden. Ook het zogenaamde grondeffect, veroorzaakt door de vlakke bodem van de auto, is vitaal voor het genereren van neerwaartse kracht. Door middel van regelgeving wordt geprobeerd de neerwaartse kracht binnen de perken te houden om de prestaties van de auto's te beperken. De vorige generatie formule 1-auto's had een groot aantal flaps en andere onderdelen die ervoor moesten zorgen dat de lucht zo gecontroleerd mogelijk langs de auto wordt geleid. Maar de strengere regels van 2009 op het gebied van aerodynamica hebben ervoor gezorgd dat deze flaps en andere onderdelen verboden werden. Hierdoor werd de auto "gladder", waardoor de lucht minder wervelde en werd inhalen gemakkelijker.
Het tweede belangrijke element dat de snelheid van een formule 1-auto in de bochten bepaalt zijn de banden. Van 1998 tot 2008 was het gebruik van profielloze banden (slicks) verboden zoals die wel in vele andere raceseries gebruikt werden. De banden hadden elk vier groeven in de lengterichting om de bochtensnelheid te beperken. Slicks keerden in 2009 terug in de Formule 1. Andere belangrijke soorten banden zijn de regenbanden (full wet) en de intermediates bij nat weer. Bij droog weer worden "slicks" gebruikt, die dan weer onder te verdelen zijn in soft, medium en harde banden.
De motor in een formule 1-auto is momenteel verplicht een 1,6 liter V6-motor met turbo. Daarnaast worden er nog vele andere eisen gesteld aan de motoren zoals de gebruikte materialen en het gebruikte ontwerp. De motoren draaien op een loodvrije brandstof die sterk lijkt op de algemeen verkrijgbare benzine. De olie die de motor smeert en koelt heeft vrijwel dezelfde viscositeit als water. De motoren die in het seizoen van 2006 werden gebruikt draaiden een maximum van 20.000 tpm en brachten tot 780 pk (580 kW) voort. Vanaf het seizoen 2007 werden de motoren beperkt tot een maximaal toerental van 19.000 tpm en werden de specificaties van de motoren bevroren. Voorafgaand aan het seizoen van 2009 werd bekendgemaakt dat het toerental verder beperkt werd tot 18.000 tpm. In 2011 werd bekendgemaakt dat vanaf het seizoen van 2014 het toerental beperkt zou worden tot 15.000 tpm.
Een uitgebreid scala aan verbeteringen aan de auto's is verboden onder de huidige regels. Het gaat hierbij onder andere om turboladers en actieve ophanging. Ondanks de strenge regulering is de huidige generatie formule 1-auto's in staat snelheden tot 350 km/h te halen op sommige circuits. Een Honda-formule 1-auto, afgesteld op minimale downforce, bereikte op een startbaan in de Mojavewoestijn een topsnelheid van 413 km/h in 2006. Volgens Honda voldeed de auto volledig aan de op dat moment geldende FIA Formule 1-regulering. Zelfs met de restricties die gelden voor de aerodynamica genereert een Formule 1-auto vanaf 160 km/h meer downforce dan zijn eigen gewicht. Dat heeft de bewering de wereld in gebracht dat een formule 1-auto tegen het plafond kan rijden. Hoewel de theorie klopt is het nog nooit in werkelijkheid geprobeerd. Op topsnelheid kan de downforce waardes van meer dan tweeënhalf keer het gewicht van de auto bereiken. De downforce betekent, dat een formule 1-auto in staat is meer dan vijf laterale g-krachten te genereren in een bocht. Ter vergelijk: een supersportwagen als de Ferrari Enzo genereert 'slechts' 1 g aan zijwaartse kracht. De consequentie voor de coureurs is een zijwaartse kracht van 200 N op het hoofd in een snelle bocht. Deze kracht is groot genoeg om het ademen lastig te maken en vereist zowel concentratie als fitheid wil een coureur in staat zijn een soms twee uur durende race te volbrengen.

### KERS-systeem
Het KERS-systeem (Kinetic Energy Recovery System) is een techniek die in 2009 zijn intrede deed in de Formule 1. De regelgeving laat de teams zelf de keus om het systeem al dan niet in hun auto's te installeren. Het systeem zet kinetische energie die vrijkomt bij het remmen om in elektrische energie en slaat deze op in een accu om dan vervolgens deze energie te hergebruiken bij het accelereren.
Het systeem biedt de coureur een 'power boost' die maximaal 6,67 seconden per ronde duurt en maximaal 60 kW, ofwel 81,67 pk, extra geeft. De coureur kan het gebruik van KERS zelf doseren en zodoende meerdere keren per ronde gebruiken. De 6,7 seconden-tijdslimiet wordt automatisch gereset zodra de coureur over de start/finish rijdt. Het gebruik van het KERS-systeem komt vooral van pas bij de start van de wedstrijd, en op rechte stukken, wanneer de positie van de coureur in het geding komt. Het gebruik van het systeem wordt door de teams per circuit bekeken. Zo zal het op het bochtige circuit van Monaco amper helpen en slechts een gewichtstoename voor de auto betekenen. Tijdens het seizoen van 2009 werd duidelijk dat steeds minder teams het systeem in hun auto's plaatsten omdat het meer na- dan voordelen bleek te bieden. In 2010 reden er geen teams met het KERS-systeem. In 2011 werd er wel weer met KERS gereden, al waren de teams niet verplicht om het op de wagens te monteren.

### DRS-systeem

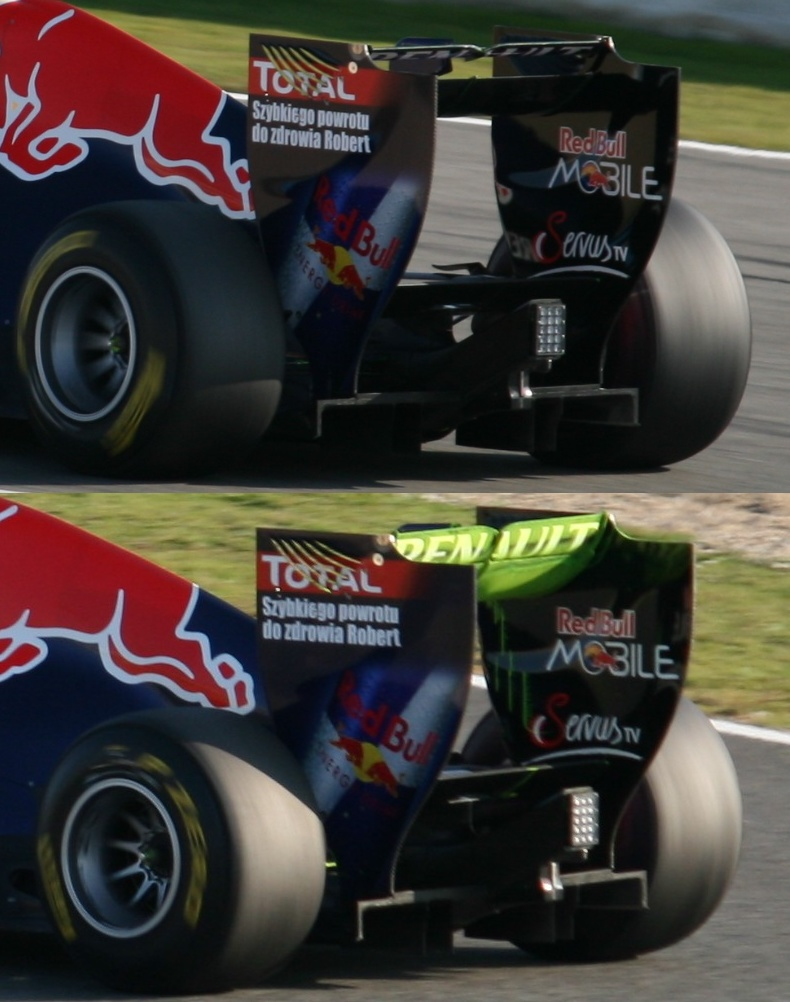
DRS; open (boven) en dicht (beneden).

DRS (Drag Reduction System) werd in 2011 geïntroduceerd. Dit systeem stelt de coureur in staat zijn achtervleugel platter te leggen, waardoor de luchtweerstand (en ook de neerwaartse kracht op de achterwielen) wordt verlaagd en de topsnelheid wordt verhoogd.
DRS werd ingevoerd om inhaalbewegingen te bevorderen en de wedstrijden weer dynamischer (en dus sensationeler) te maken, maar mag enkel onder bepaalde voorwaarden, bepaald door het FIA, gebruikt worden:
- slechts na de tweede ronde van een wedstrijd, of na de tweede vrije ronde na een safety car,
- enkel op bepaalde stukken van het circuit (DRS-zone),
- enkel wanneer de afstand tot de voorligger minder dan 1 seconde bedraagt op bepaald punt voor de DRS-zone en
- enkel als de baan voldoende droog is.

Tot en met het seizoen 2012 kon men bij de kwalificatierondes en trainingen op het circuit DRS naar eigen goeddunken gebruiken. Vanaf 2013 mag in de trainingen en kwalificatiesessies DRS slechts in de daarvoor aangewezen DRS-zones gebruikt worden.

## Omzet en winsten

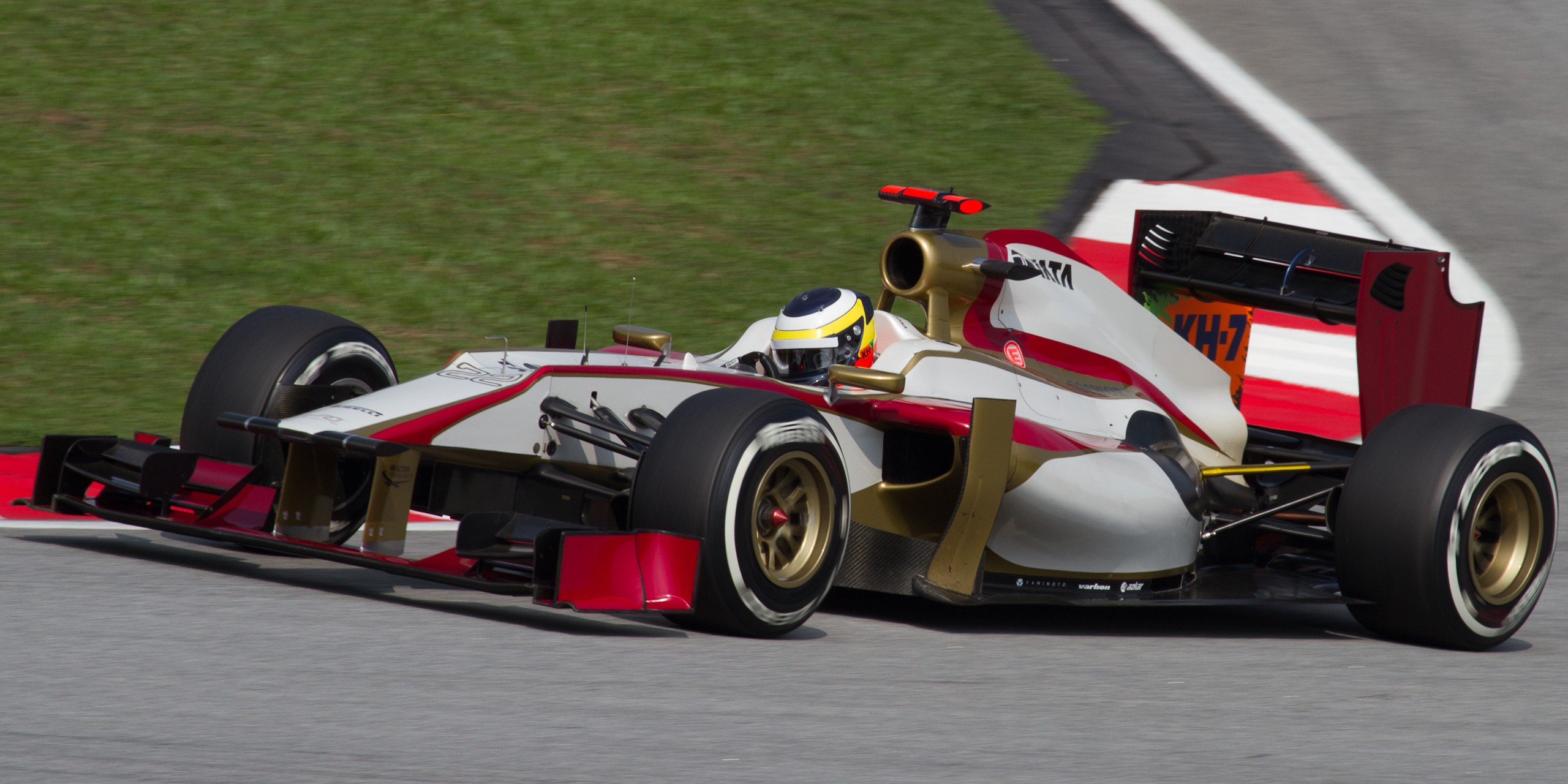
Door financiële problemen hield het team van HRT eind 2012 op te bestaan.

De Formule 1 is voor de meeste betrokken partijen een winstgevende business. De televisiekanalen die de uitzending van de races verzorgen maken in de meeste gevallen winst dankzij de reclame rondom de veelbekeken uitzendingen. De teams krijgen een deel van opbrengsten van de verkoop van de tv-rechten en verdienen geld door de sponsoring van het team en de auto.
De kosten voor het ontwerpen en aanleggen van een permanent nieuw circuit kunnen honderden miljoenen dollars bedragen, maar de kosten voor het bouwen van een tijdelijk stratencircuit zoals in Melbourne liggen vele malen lager. Permanente circuits kunnen echter het hele jaar door inkomen genereren dankzij de verhuur van het circuit of het organiseren van races in andere raceklassen. De kosten van de bouw van het Shanghai International Circuit worden geschat op ongeveer 450 miljoen dollar, een bedrag dat de eigenaren in 2014 verwachtten te hebben terugverdiend (opening circuit was in 2004).
Niet alle circuits zijn in staat om winst te maken, zo draaide Albert Park in 2007 een verlies van 32 miljoen dollar.
In maart 2007 maakte tijdschrift F1 Racing een schatting bekend van het budget van alle Formule 1-teams. Het totale budget van de elf teams lag op 2,9 miljard dollar. Deze was als volgt onderverdeeld (in miljoenen dollars): Toyota: 418,5, Scuderia Ferrari: 406,5, McLaren Mercedes: 402, Honda: 380,5, BMW Sauber: 355, Renault: 324, Red Bull Racing: 252, Williams F1: 195,5, Midland/Spyker: 120, Scuderia Toro Rosso: 75 en Super Aguri: 57.

## Televisie

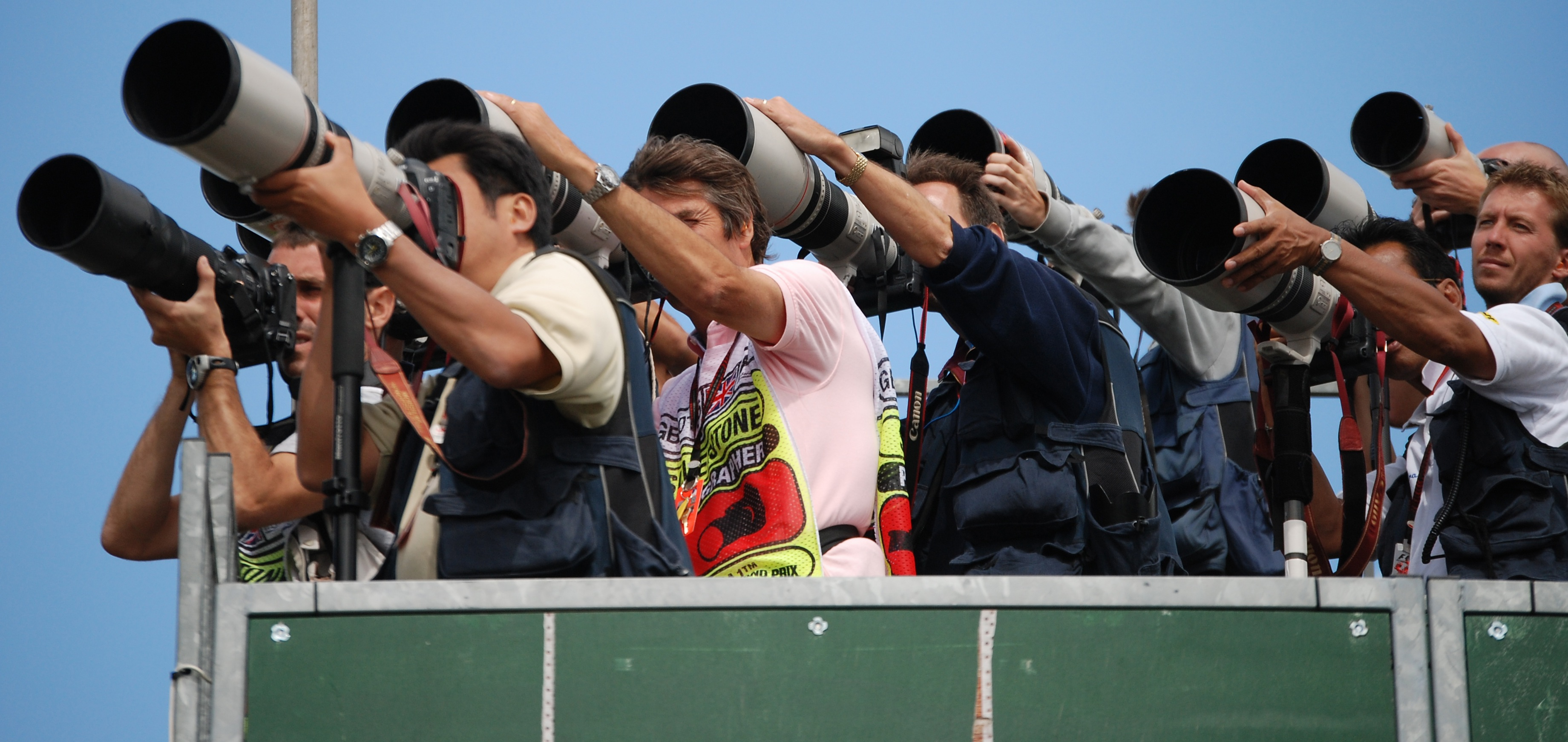
Een grand prix trekt veel media-aandacht.

Formule 1 kan in vrijwel elk land live of in samenvatting bekeken worden en trekt een van de grootste wereldwijde televisiepublieken. De Grand Prix van Brazilië 2006 trok een gemiddeld publiek van 83 miljoen kijkers met een piek van 154 miljoen kijkers tijdens de eindfase van de race. Gegevens van de Formula One Group laten een totaal aantal van 580 miljoen unieke kijkers zien tijdens het seizoen van 2005. Volgens de FIA was er in 1999 sinds de oprichting ruim 57 miljard keer op een Formule 1-uitzending afgestemd. Nu laat de Formule 1 niet meer weten wat de unieke kijkcijfers zijn, maar in 2022 werd er 1,54 miljard keer afgestemd op een uitzending van een Formule 1-evenement.
Tijdens de eerste jaren van het nieuwe millennium creëerde de Formula One Group een aantal trademarks, een officieel logo en een officiële website voor de sport om het een professionele uitstraling te geven. Bernie Ecclestone experimenteerde met een pakket digitale televisie en lanceerde dit in 1996 in Duitsland. Dit pakket gaf de kijker de optie om meerdere feeds tegelijkertijd te bekijken. De techniek die gekscherend 'Bernievision' werd genoemd is in meerdere landen geïntroduceerd maar werd in 2002 geschrapt wegens de hoge kosten.